# Faculté des sciences de Paris
La faculté des sciences de Paris était, de son ouverture en 1811 à sa dissolution en 1970, la principale institution d'enseignement supérieur scientifique en France. Elle était une composante de la nouvelle université de Paris depuis 1896.
Elle était établie :
- au sein du collège du Plessis, de 1811 à 1826 ;
- puis à la Sorbonne, de 1826 à 1962 ;
- puis définitivement à partir de 1962 sur le nouveau centre universitaire de Jussieu avec la construction du « Gril d’Albert ».

Elle disposait également de plusieurs annexes, à Paris puis en Île-de-France, et à Orléans :
- au 12, rue Cuvier, au sein d'une annexe, dès 1894 ;
- sur le centre universitaire d'Orsay, en Essonne, dès 1927, avec l'installation d'une annexe du laboratoire des recherches physiques ;
- au 2, rue Jussieu, au sein du premier bâtiment dit « Esclangon » dès 1955 ;
- au 7, quai Saint-Bernard dès 1958, avec la construction des « barres de Cassan » ;
- ou encore au collège scientifique universitaire de l'université de Paris à Orléans dès 1960.

En 1966, l'université d'Orléans-Tours succède à la faculté des sciences de Paris sur le campus d'Orléans-la-Source. En 1970, l'université Paris-VI (Pierre-et-Marie-Curie) et l'université Paris-VII (Denis-Diderot) succèdent à la faculté des sciences de Paris sur le centre universitaire de Jussieu, ainsi qu'à l'îlot du 12, rue Cuvier. L'année suivante, la nouvelle université Paris-XI (Paris-Sud) succède à la faculté sur le centre universitaire d'Orsay.
Aujourd'hui, les facultés de sciences de Sorbonne Université, de l'université Paris-Cité et de l'université Paris-Saclay sont les principales héritières de la faculté des sciences de Paris.

## Histoire
Dans l'ancienne université de Paris, l'enseignement supérieur des sciences n'existait pas. Au sein de la faculté des arts de Paris, les sciences étaient enseignées de manière secondaire au sein du cours de philosophie de dernière année du cursus conduisant au grade de maître ès arts, nécessaire à la poursuite des études au sein d'une des trois facultés supérieures (théologie, médecine, droit). De façon assez marginale des chaires de physique expérimentale (collège de Navarre) et de mathématiques (collège Louis le Grand) existent mais leur enseignement ne s'inscrit pas dans le cursus classique. Des cours scientifiques généraux avaient lieu, hors de l'université, au Collège royal au travers des chaires royales de géométrie, astronomie, physique, physique expérimentale, chimie et histoire naturelle, et de la chaire de mathématiques fondée par Ramus, des cours scientifiques avaient également lieu au Jardin du roi qui comptait un professeur de botanique, de chimie, d'anatomie et un garde-démonstrateur des cabinets d'histoire naturelle. Enfin un enseignement scientifique à vocation technique avaient lieu à Paris à l'École des ponts et chaussées et à l'École des mines.

### Fondation et ouverture sous le Premier Empire (1808-1814)

#### Textes fondateurs

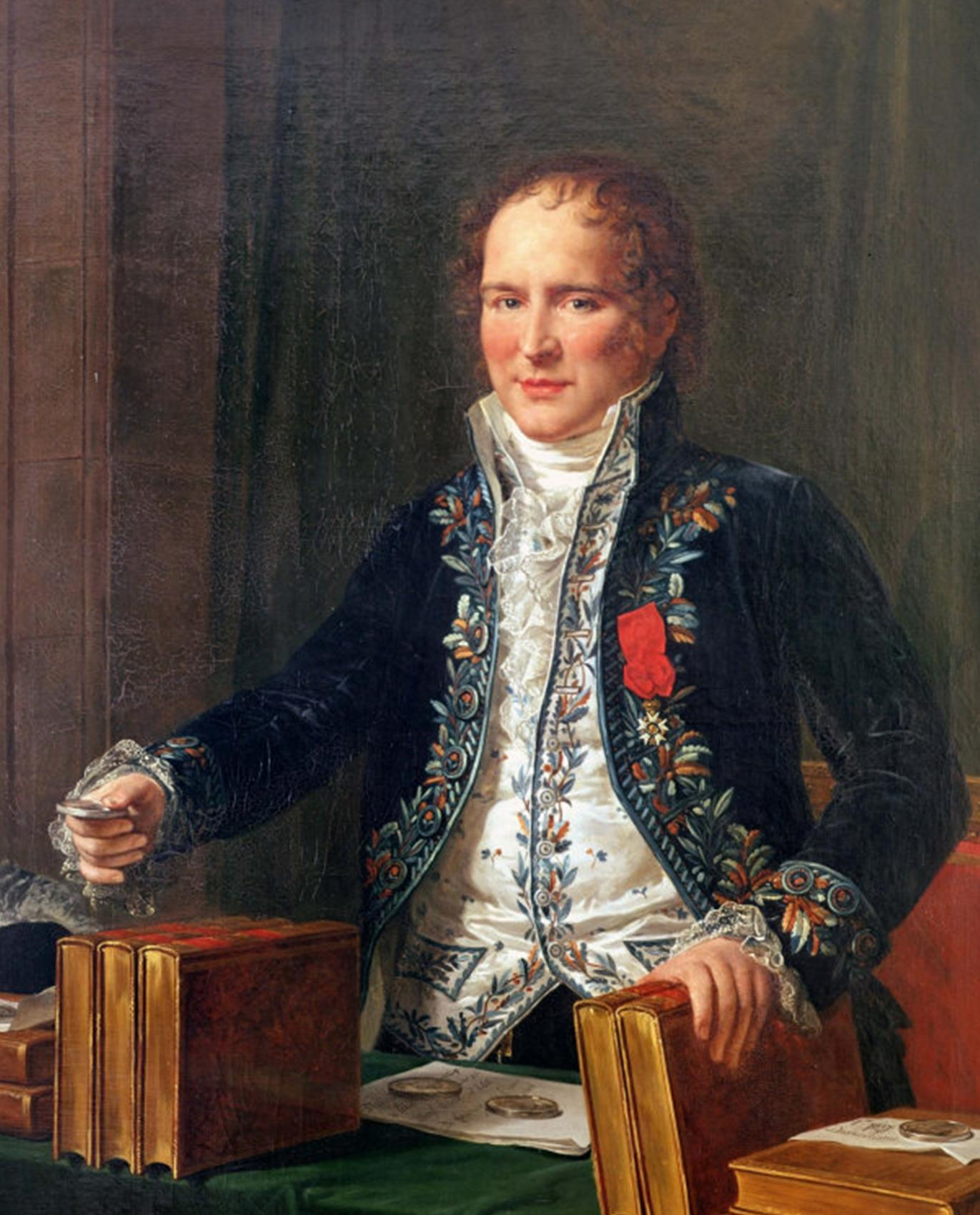
Le chimiste Fourcroy, directeur général de l'Instruction publique, rédacteur du décret organisant l'université impériale de France.

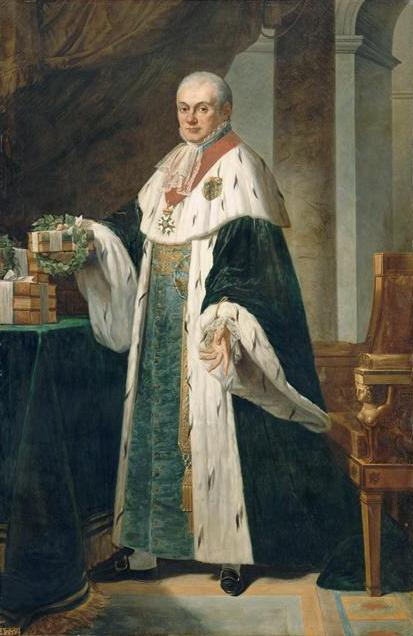
Le poète Louis de Fontanes, premier grand-maître de l'Université de France, recteur de l'académie de Paris.

Le décret-loi rendu par le corps législatif le 10 mai 1806, conformément à la proposition faite au nom de l'Empereur, porte création d'un « corps chargé exclusivement de l'enseignement et de l'éducation publics dans tout l'empire » sous le nom d'Université impériale.
En application de cette loi, le décret impérial du 17 mars 1808, rédigé en grande partie par le directeur général de l'Instruction publique Antoine-François Fourcroy, fixe l'organisation générale de l'Université impériale, au sein de laquelle les facultés ont comme mission (art. I-5) « les sciences approfondies et la collation des grades ». L’alinéa 13 précise qu'« il sera établi auprès de chaque lycée, chef-lieu d'une académie, une faculté des sciences. » comprenant le « premier professeur de mathématiques du lycée », auquel s’ajouteront un second professeur de mathématiques, un professeur d'histoire naturelle et un professeur de physique et de chimie, le proviseur et le censeur du lycée étant adjoints aux membres de la faculté. La formation de la faculté des sciences de Paris déroge cependant à cette organisation. En effet l'alinéa 14 précise qu'à Paris, « la faculté des sciences sera formée de la réunion de deux professeurs du collége de France, de deux du muséum d'histoire naturelle, de deux de l'École polytechnique, et de deux professeurs de mathématiques des lycées », un de ces professeurs étant nommé doyen.

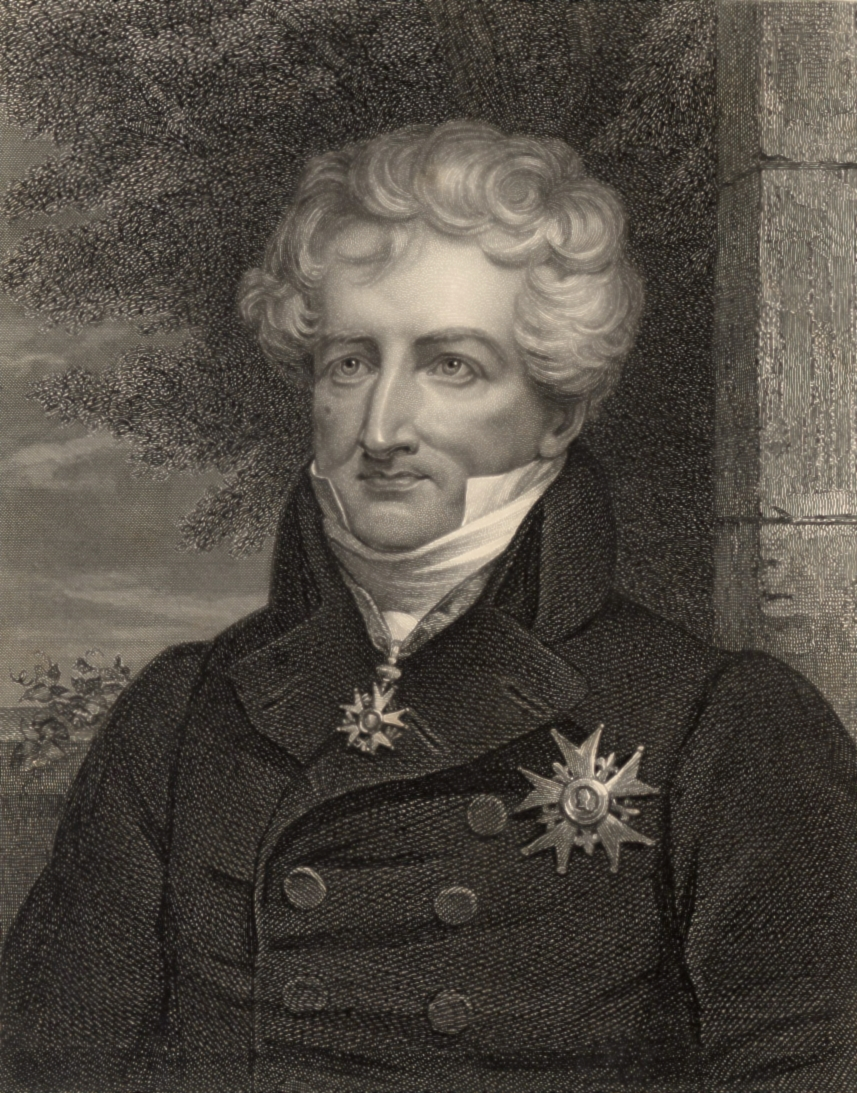
Georges Cuvier, vice-recteur près la faculté des sciences de Paris.

Le poète Louis de Fontanes est nommé grand-maître de l'Université le 17 mars 1808, entrainant la démission de Fourcroy. Il nomme exactement un an plus tard Georges Cuvier vice-recteur de l'académie de Paris près la faculté des sciences.
L'organisation de la faculté est fixée le 14 avril 1809 par arrêté du grand-maître. Les séances de la faculté seront ainsi présidées par le conseiller titulaire de l'Université ayant le titre de vice-recteur de la faculté des sciences. Celui-ci convoque les séances traitant des affaires de la faculté et auxquelles seuls les professeurs titulaires assistent. Les professeurs adjoints votent lors des séances traitant des réceptions aux grades. Le vice-recteur assiste, quand il le juge convenable, aux cours, aux examens et aux thèses, il adresse au grand-maître les certificats d'aptitude qu'il approuve et délivre aux gradués les diplômes expédiés et scellés. Il approuve le budget annuel et l'état mensuel des dépenses de la faculté. Le doyen préside les séances de la faculté en absence du vice-recteur, il règle, avec l'approbation du vice-recteur, tout ce qui concerne les programmes des cours, les heures des leçons, les époques des examens et des thèses, ainsi que le tour des examinateurs; il doit avoir soin de tout le matériel des examens et vise tous les certificats. Il vise le budget annuel et les états mensuels des dépenses. Le secrétaire de la faculté tient les procès-verbaux et les registres des inscriptions, il délivre les certificats d'inscriptions, rédige les certificats d'examen et d'aptitude et en perçoit les droits. Il rédige le budget annuel, ainsi que les états mensuels de traitement et de dépenses variables et les comptes des dépenses, d'après les délibérations de la faculté, et les adresse au grand-maître. Le secrétaire reçoit mensuellement les fonds versés par le trésor de l'Université, il les distribue et en est comptable.
Selon le statut sur l'administration économique des facultés de théologie, des sciences et des lettres du 7 septembre 1810 le traitement fixe des professeurs titulaires en activité est de 3000 FF, le préciput alloué au doyen (lequel reste chargé des écritures relatives à ses fonctions) de 1000 FF, le traitement des suppléants est de 1500 FF, pour ceux de ces professeurs qui seront en activité habituelle, il est ajouté un supplément de 500 francs pris sur le traitement fixe du professeur titulaire qu'ils remplacent. Lorsque les recettes de la faculté excède les dépenses, il est alloué sur cet excédant, des droits de présence aux examens et actes publics. Selon le statut sur les droits de présence dans les facultés des lettres et des sciences de l'académie de Paris du 7 août 1812, le droit de présence aux examens est fixé à cinq francs pour chaque examinateur, ces droits étant prélevés par la faculté sur les droits d'examen des candidats. Le secrétaire perçoit pour chaque examen un droit de trois francs. Enfin l'appariteur reçoit de chaque récipiendaire, pour loyer de robe, deux francs. Enfin selon le statut sur le traitement des professeurs de l'école normale du même jour, les professeurs de la faculté, attachés à l'école normale, reçoivent comme tels un supplément annuel de 1500 F à partir du 1er décembre 1812, les adjoints 1000 F. Le doyen, attaché à l'école normale, a, en cette qualité, un supplément particulier de 1000 F.

#### Premiers professeurs
Le décret impérial du 17 septembre 1808 « contenant règlement pour l'Université impériale » précise que « Pour la première formation seulement, il ne sera pas nécessaire que les membres enseignans de l'université soient gradués dans une faculté; ils ne seront tenus de l'être qu'à dater du 1er janvier 1815. », et que « Le grand-maître nommera également, pour la première fois, et avant le 1er janvier 1809, les doyens et professeurs [des facultés des sciences]. Les chaires des facultés [des sciences] ne seront données au concours qu'à dater du 1er janvier 1811; jusque-là, il y sera nommé par le grand-maître ». C'est donc par arrêté du grand-maître du 14 mars 1809 que sont nommés huit professeurs, ainsi que trois adjoints auxquels les titulaires sont autorisés à confier une partie de leur enseignement:
- Calcul différentiel et calcul intégral : Sylvestre-François Lacroix (43 ans), professeur de mathématiques au Lycée Bonaparte, Louis-Benjamin Francœur (35 ans), professeur de mathématiques au Lycée Charlemagne (chargé ensuite de l'algèbre supérieure)
- Astronomie : Jean-Baptiste Biot (34 ans), professeur au Collège de France (professeur adjoint : Charles Louis Dinet)
- Mécanique : Siméon Denis Poisson (27 ans), professeur à l'École polytechnique
- Physique : Louis Joseph Gay-Lussac (30 ans), professeur à l'École polytechnique
- Chimie : Louis Jacques Thénard (31 ans), professeur au Collège de France
- Minéralogie et géologie : René Just Haüy (66 ans), professeur au Muséum d'histoire naturelle (professeur adjoint : Alexandre Brongniart)
- Botanique et physique végétale : René Desfontaines (59 ans), professeur au Muséum d'histoire naturelle (professeur adjoint : Charles-François Brisseau de Mirbel)

Sylvestre-François Lacroix est en outre nommé doyen.
L'article IV de l'arrêté décide en outre que le cours d'astronomie du Collège de France, et le cours d'anatomie et de physiologie comparées du Muséum d'histoire naturelle, seront cours de faculté, et auront la même valeur pour les inscriptions.
L'article III nomme également Jean-Baptiste de Lamarck en qualité de professeur surnuméraire pour y faire un cours de zoologie, avec André Marie Constant Duméril comme adjoint, mais Lamarck refuse finalement cette nomination pour raison de santé lors de la réunion qu'organise Cuvier le 17 avril 1809 avec l'ensemble des futurs professeurs.
C'est finalement Étienne Geoffroy Saint-Hilaire (37 ans), qui est nommé comme neuvième professeur pour la zoologie et physiologie auquel est adjoint Louis Georges Duvernoy. Jean Nicolas Pierre Hachette est nommé adjoint auprès de Gay-Lussac. Louis-Benjamin Francœur est chargé du cours d'algèbre supérieure et ses applications.

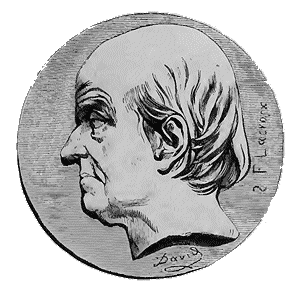
Sylvestre-François Lacroix, doyen, Calcul différentiel et intégral.
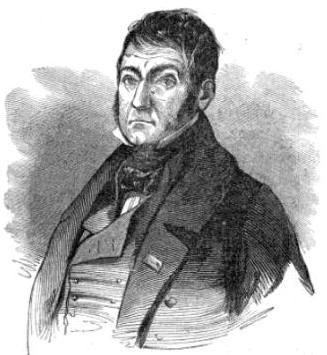
Louis-Benjamin Francœur, Algèbre supérieure.
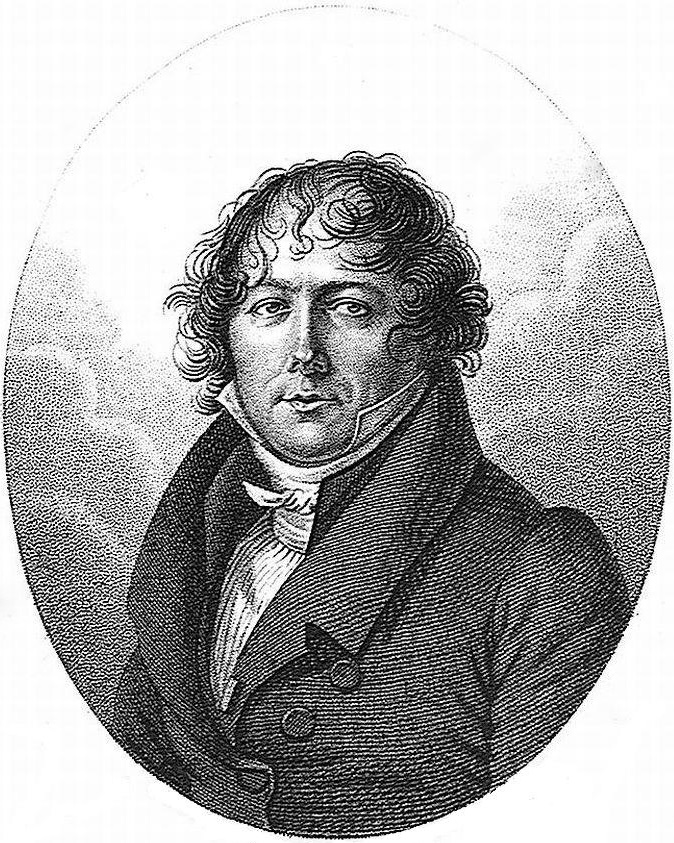
Jean-Baptiste Biot, Astronomie.
Siméon Denis Poisson, Mécanique.
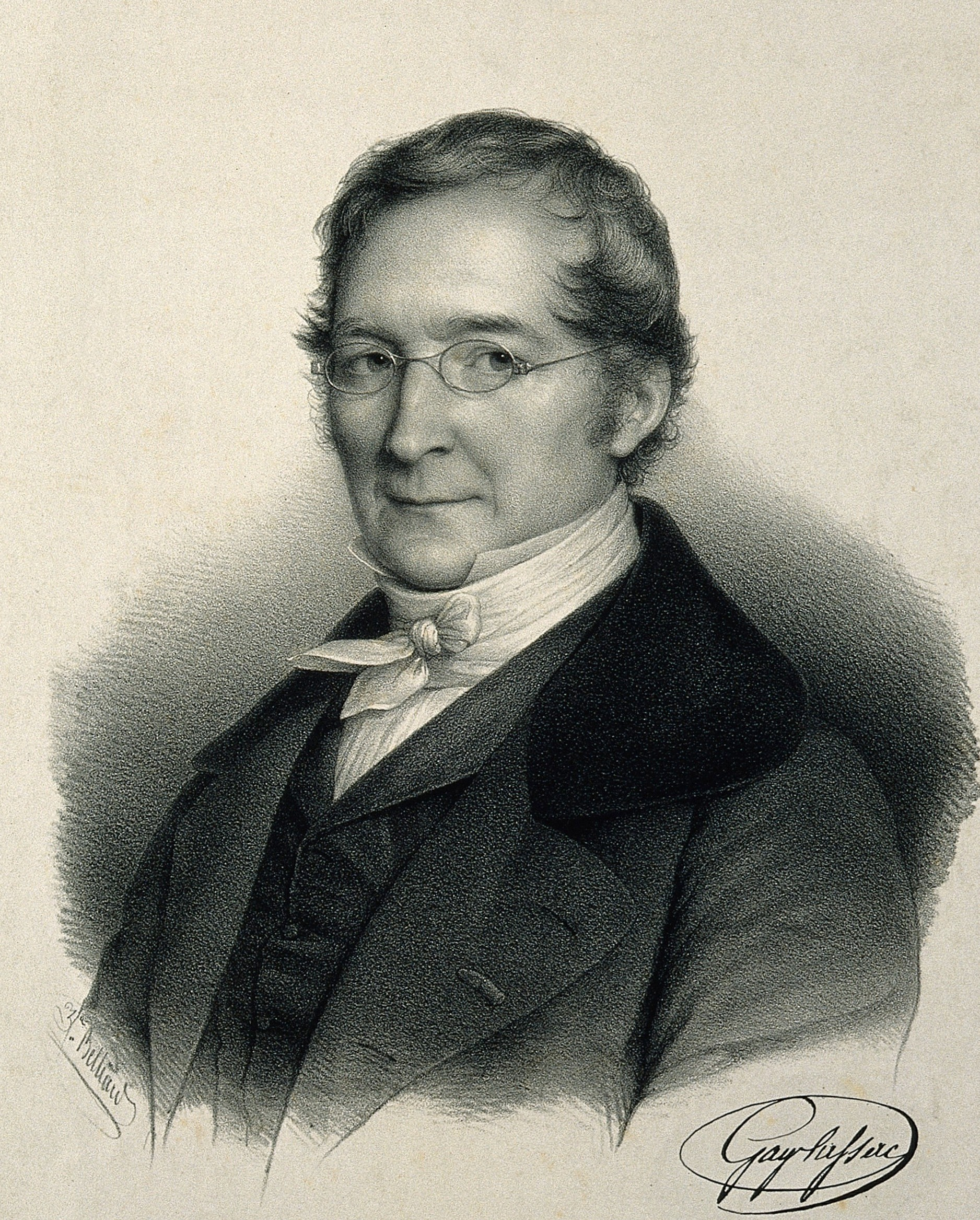
Louis-Joseph Gay-Lussac, Physique.
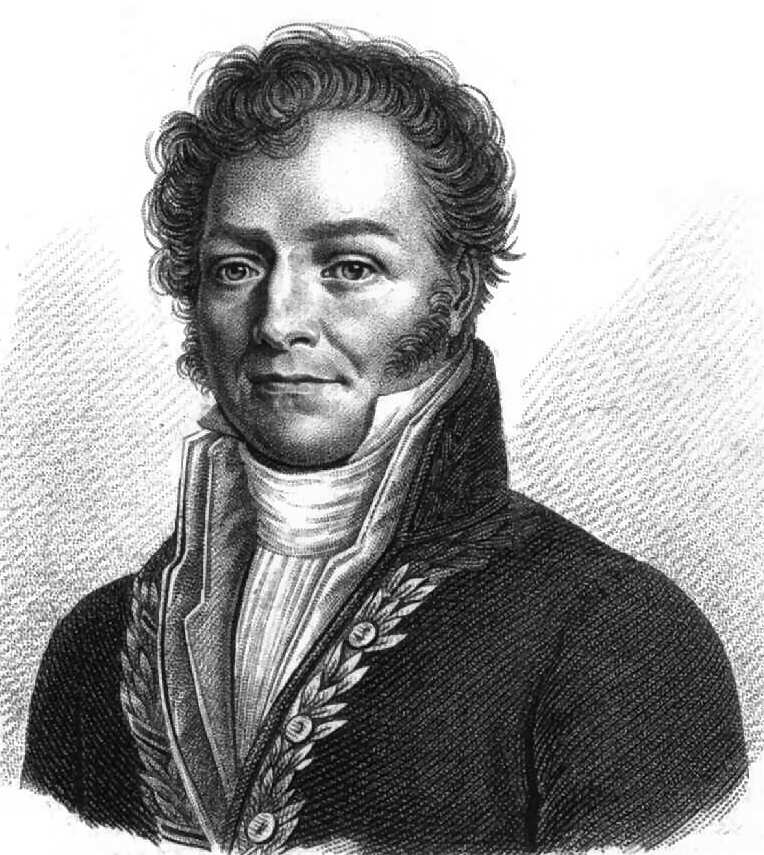
Louis-Jacques Thénard, Chimie.
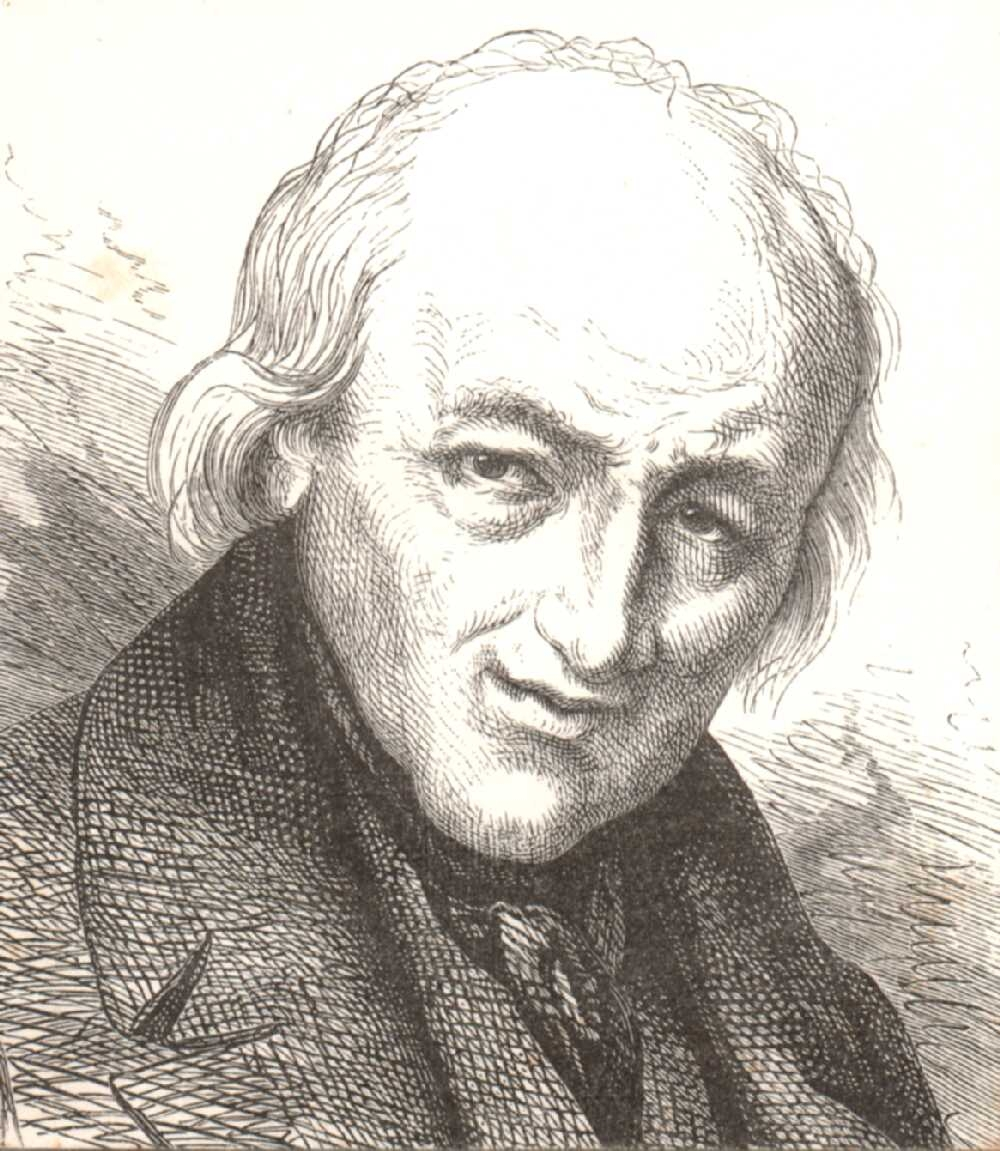
René-Just Haüy, Minéralogie et géologie.
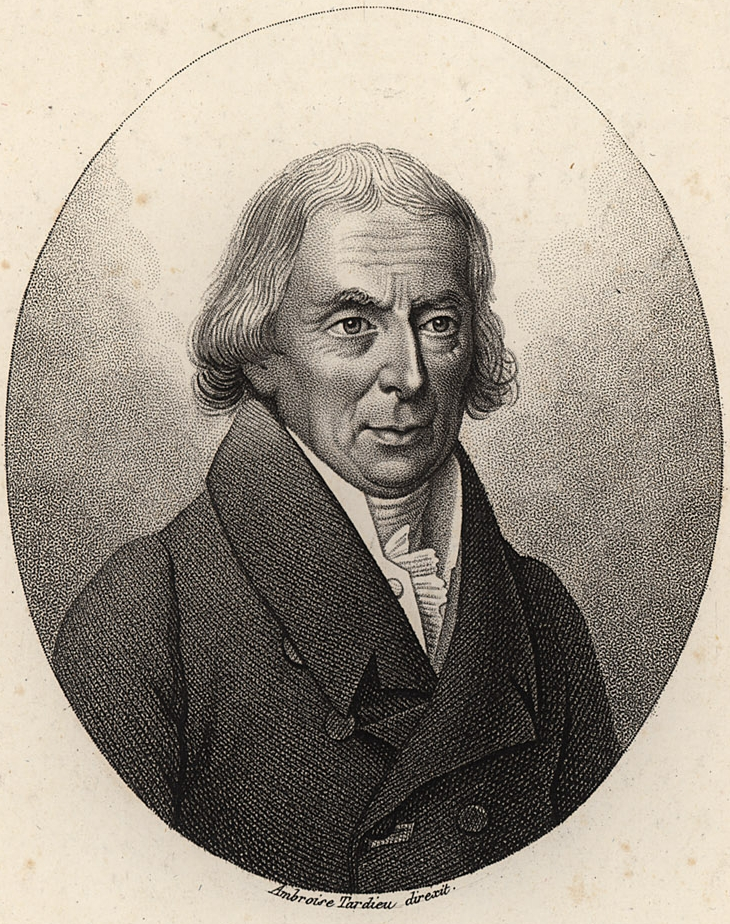
René Desfontaines, Botanique et physique végétale.
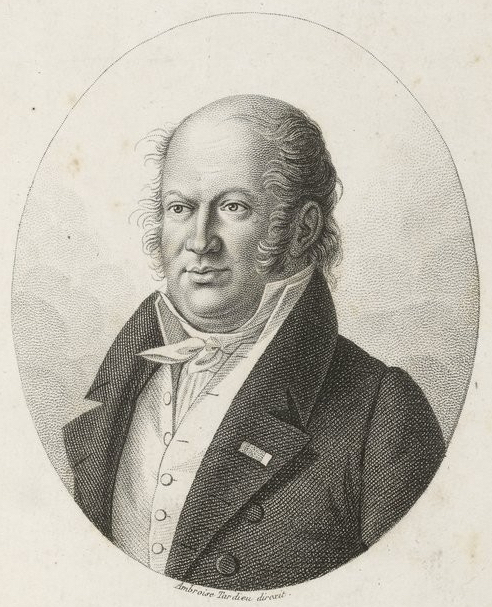
Étienne Geoffroy Saint Hilaire, Zoologie et physiologie.

#### Organisation de l'enseignement
Le conseil de l'Université, et en son sein plus particulièrement Cuvier, est chargé de préparer les textes organisant de manière détaillée le fonctionnement des cours des facultés. Un premier arrêté pris par le Conseil le 10 octobre 1809 détermine la première organisation spécifiquement pour la faculté des sciences de Paris, mais celui est remplacé par un arrêté daté du 16 février 1810 et concernant les facultés des sciences et des lettres, de Paris et des départements. Ce dernier texte précise que « les cours des facultés des lettres et des sciences sont la suite et le complément des études du lycée », que, dans les départements, les quatre professeurs se répartissent selon les enseignements suivants : calcul différentiel et intégral; mécanique et astronomie; physique et chimie théorique; diverses parties de l'histoire naturelle. Le texte rappelle que, selon le décret du 17 mars 1808, les professeurs se doivent de « suivre et d'étudier les nouvelles découvertes faites dans les sciences, afin que l'enseignement soit toujours au niveau des connaissances acquises ». Selon l'article 10, les professeurs des facultés des sciences des départements font chaque semaine trois leçons d'une heure et demie, dont au moins une demi-heure d'exercice, les cours des facultés s'étalant sur neuf mois. À Paris, les professeurs font deux leçons d'une heure et demie hebdomadaire sur huit mois, avec possibilité de dérogations données par le Grand-Maître de l'Université impériale. De plus, les professeurs de sciences de premier ordre des lycées de Paris sont de droit adjoints à la faculté des sciences de Paris. Les cours de la faculté des sciences de Paris sont répartis en deux séries, la série mathématiques qui se compose de trois cours : calcul différentiel et intégral; mécanique; astronomie; et la série physique qui se compose de quatre cours : chimie; minéralogie et géologie; botanique et physique végétale; zoologie et physiologie. Le huitième cours, le cours de physique, étant commun aux deux séries. Les articles 76 à 80 précisent ensuite le contenu de certains cours :
- «Le professeur de physique, après avoir rappelé les propriétés générales des corps, les lois de l'équilibre et du mouvement des corps solides et fluides, traitera spécialement de l'attraction, du calorique, de l'aérométrie, de l'eau, de l'électricité, du magnétisme et de la lumière.
- Le professeur de chimie traitera des affinités, de l'action du calorique sur les corps, de la combustion, des agens qui la produisent et des composés qui en résultent : il s'occupera de l'étude des bases salsifiables et des sels, de celles des matières végétales et animales; et il développera, dans chaque partie de son cours, la théorie des principaux arts qui en dépendent.
- Le professeur de minéralogie démontrera les lois auxquelles est soumise la structure des cristaux. Il exposera les caractères géométriques, physiques et chimiques des minéraux, et développera les principes de la classification de ces corps. II décrira les substances minérales connues jusqu'à présent; rapportera les différentes analyses qui en ont été faites; fera connaître les pays où elles se trouvent, leur situation géologique, et les matières qui les accompagnent.
- Le professeur de botanique exposera les principes de la physique végétale : il enseignera, à l'aide des meilleures méthodes, à classer et à distinguer les végétaux; il fera connaître les plus précieux et les plus remarquables, en rapportant ce que leur histoire offre de plus intéressant.
- Le professeur de zoologie exposera l'organisation des animaux, leurs classes, leurs principaux genres, en insistant sur leurs caractères anatomiques, aussi bien que sur leurs caractères extérieurs, et en rappelant ce que leur histoire a de plus curieux et de plus utile.»

En outre la faculté des sciences de Paris dispose d'un emploi de secrétaire auquel est nommé M. Grandjean.

#### Premières thèses

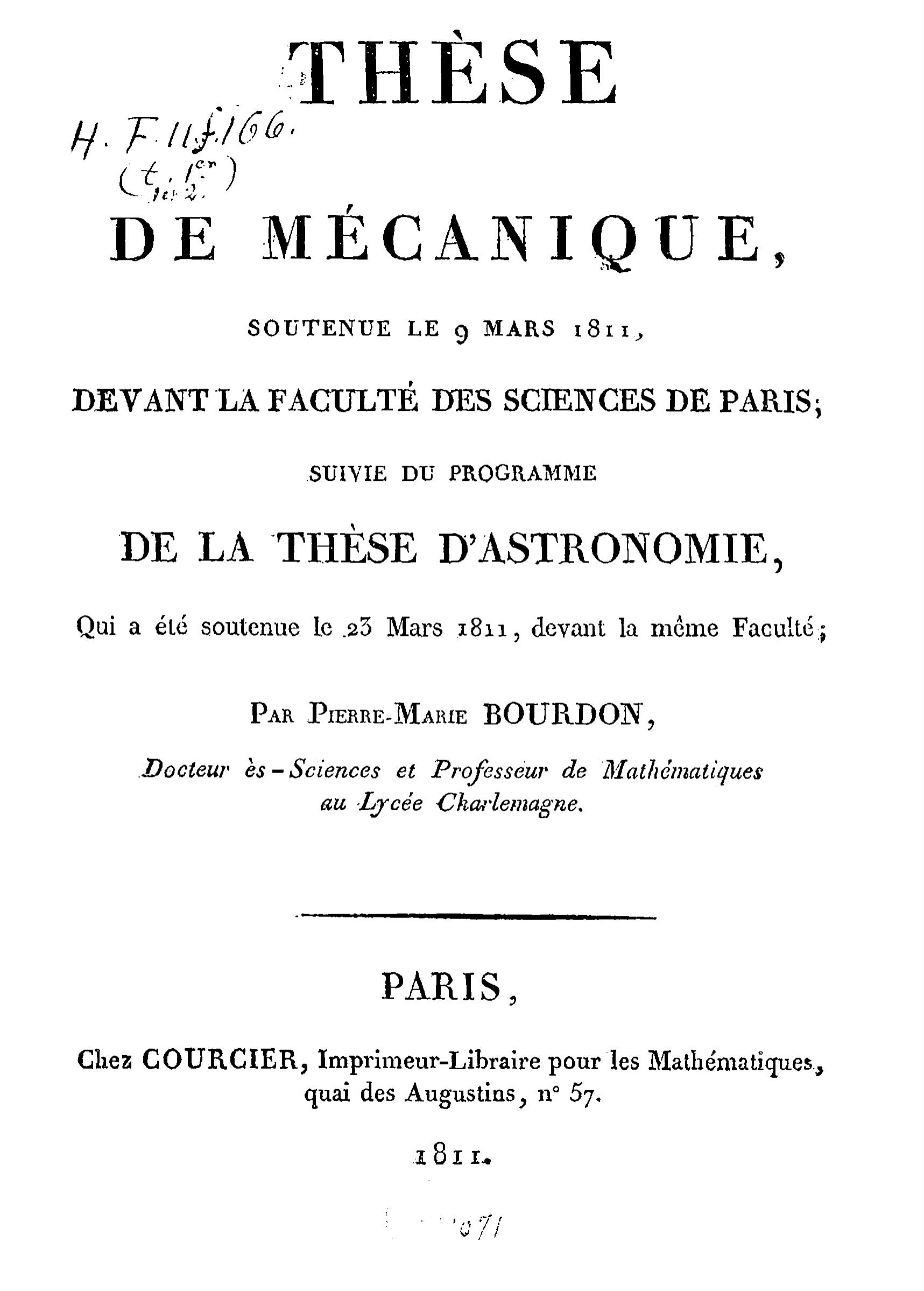
Couverture des thèses de Louis Bourdon, premier candidat au doctorat examiné par la faculté.

À sa création, le premier rôle des professeurs de la faculté des sciences de Paris fut celui d'examinateur afin de juger les candidats aux différents grades : baccalauréat, licence, doctorat. Ainsi de 1810 à 1855, 185 docteurs ès sciences sont reçus par la faculté des sciences de Paris, soit les deux tiers de l'ensemble des docteurs ès sciences reçus en France.
Le premier candidat au doctorat ès sciences examiné par la faculté est Louis-Pierre-Marie Bourdon, professeur de mathématiques au lycée Charlemagne, il soutient sa thèse de mécanique, intitulée Des moments d'inertie et des axes principaux, le 9 mars 1811, puis sa thèse d'astronomie le 23 mars suivant. Il devient ainsi le premier docteur ès sciences de France, deux autres candidats au doctorat ès sciences mathématiques sont reçus l'année 1811, Étienne-Louis Lefébure de Fourcy (23 novembre et 12 décembre) et Alexis Thérèse Petit, professeur de physique au lycée Bonaparte (30 novembre et 18 décembre). L'année suivante ce sont deux pharmaciens Charles Louis Cadet de Gassicourt (21 août et 24 septembre) et Pierre Joseph Pelletier (22 août et 24 septembre) qui sont reçus au doctorat ès sciences physiques. Il n'y a aucune soutenance en 1813 et 1814.

#### Installation dans l'ancien collège du Plessis

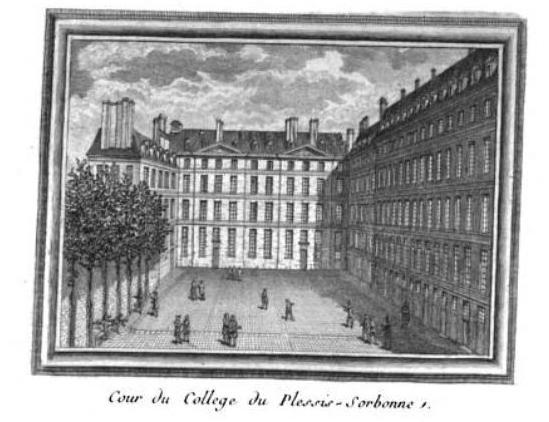
L'ancien collège du Plessis, premier siège de la faculté des sciences de Paris.

La faculté est installée par le grand-maître de l'Université le 17 avril 1811, avec la faculté des lettres et celle de théologie, dans l'ancien collège du Plessis, situé sur l'emplacement actuel de la partie nord du Lycée Louis-le-Grand, et où l’École normale, ouverte en décembre 1810, se trouve déjà. La cérémonie a lieu en présence des élèves des classes supérieures des lycées parisiens et des élèves de l'École normale, dont ceux de la section sciences, à peine dix par promotion jusqu'en 1835, vont constituer les auditeurs réguliers de la faculté. Les premiers cours ont lieu le 22 avril 1811. L'année universitaire 1811-1812 ouvre ensuite le 5 décembre 1811.

#### Concours pour l'adjuvat à la chaire de zoologie et physiologie

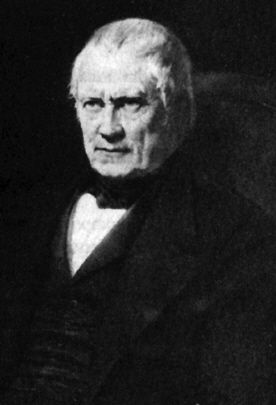
Ducrotay de Blainville, nommé professeur adjoint de zoologie en 1812, titulaire en 1844.

Louis Georges Duvernoy, qui avait été nommé adjoint auprès d'Etienne Geoffroy Saint-Hilaire, démissionna pour raison de santé avant même l'ouverture des cours. Le concours pour la charge d'adjoint fut ouvert le 28 février 1812 avec comme membres du jury Desfontaines, Geoffroy-Saint-Hilaire, Brongniart, Mirbel, Lamarck, Francoeur, sous la présidence de Louis Lefèvre-Gineau et opposa André Marie Constant Duméril à Henri-Marie Ducrotay de Blainville. Les épreuves orales durèrent quinze jours consécutifs, de Blainville y soutint, le 31 mars 1812, la thèse Dissertation sur la place que la famille des ornithorynques et des échidnés doit occuper dans les séries naturelle et fut désigné lauréat.

### Restauration (1814-1830)
Après la deuxième restauration, le rectorat de l'académie de Paris est confiée à la commission de l'instruction publique, qui forme également le conseil académique, jusqu'en 1821.

#### Thèses de doctorat
En 1815, la faculté reçoit son sixième docteur, Olinde Rodrigues (28 juin et 5 juillet) et quatre pharmaciens chimistes y soutiennent leur première thèse, Pierre-François-Guillaume Boullay, Louis-Antoine Planche, Jean-Pierre Boudet et Henri-François Gaultier de Claubry. L'astronome suisse Jean-Alfred Gautier est reçu en 1817 (20 & 30 juin) et le pharmacien Pierre-François-Guillaume Boullay en décembre 1818, après soutenance de sa seconde thèse. On ne compte aucun candidat jusqu'en juillet 1823. C'est à cette date que le premier étranger, le russe Paul Zateplinsky, est candidat et soutient deux thèses de mécanique céleste (extraites de La mécanique céleste de Laplace) pour le doctorat ès sciences mathématiques, après avoir obtenu sa licence quelques mois plus tôt. La même année Auguste de Saint-Hilaire soutient sa première thèse ès sciences naturelles. En 1824, Henri-François Gaultier de Claubry soutient sa deuxième thèse, 9 ans après la première, et Jean Hippolyte Verron dit Vernier, futur professeur de mathématiques d'Evariste Galois. En 1825 le russe Viktor Bouniakovski, après son baccalauréat ès sciences en mars 1824 et sa licence en décembre 1824, est admis au doctorat ès sciences mathématiques avec une thèse de mécanique céleste et une thèse de physique mathématiques, ainsi que Jean-Joseph Querret, nommé ensuite professeur de mathématiques transcendantes à la faculté des sciences de Montpellier. Aucune thèse n'est soutenue en 1826. En 1827, le futur homme politique brésilien Manuel Joaquim Fernandes de Barros, soutient sa première thèse de chimie, il soutiendra sa thèse de physique l'année suivante devant la faculté des sciences de Montpellier. Cette même année Pierre Alexandre Charvet, futur professeur à la faculté de Grenoble, soutient ses deux thèses de sciences naturelles, et Antoine Galy-Cazalat, inventeur d'une voiture à vapeur et d'un procédé de transformation de la fonte en acier, soutient une thèse de physique. En 1828, une seule thèse est soutenue (de physique), par Roch-Théogène Guérin, maître de conférences de chimie à l'école préparatoire près le collège royal de Louis-le-Grand, il soutiendra sa thèse de chimie deux ans plus tard. En 1829, seul Antoine-Augustin Cournot est candidat et soutient ses deux thèses pour le doctorat ès sciences mathématiques.

#### Partage des cours de physique et de chimie

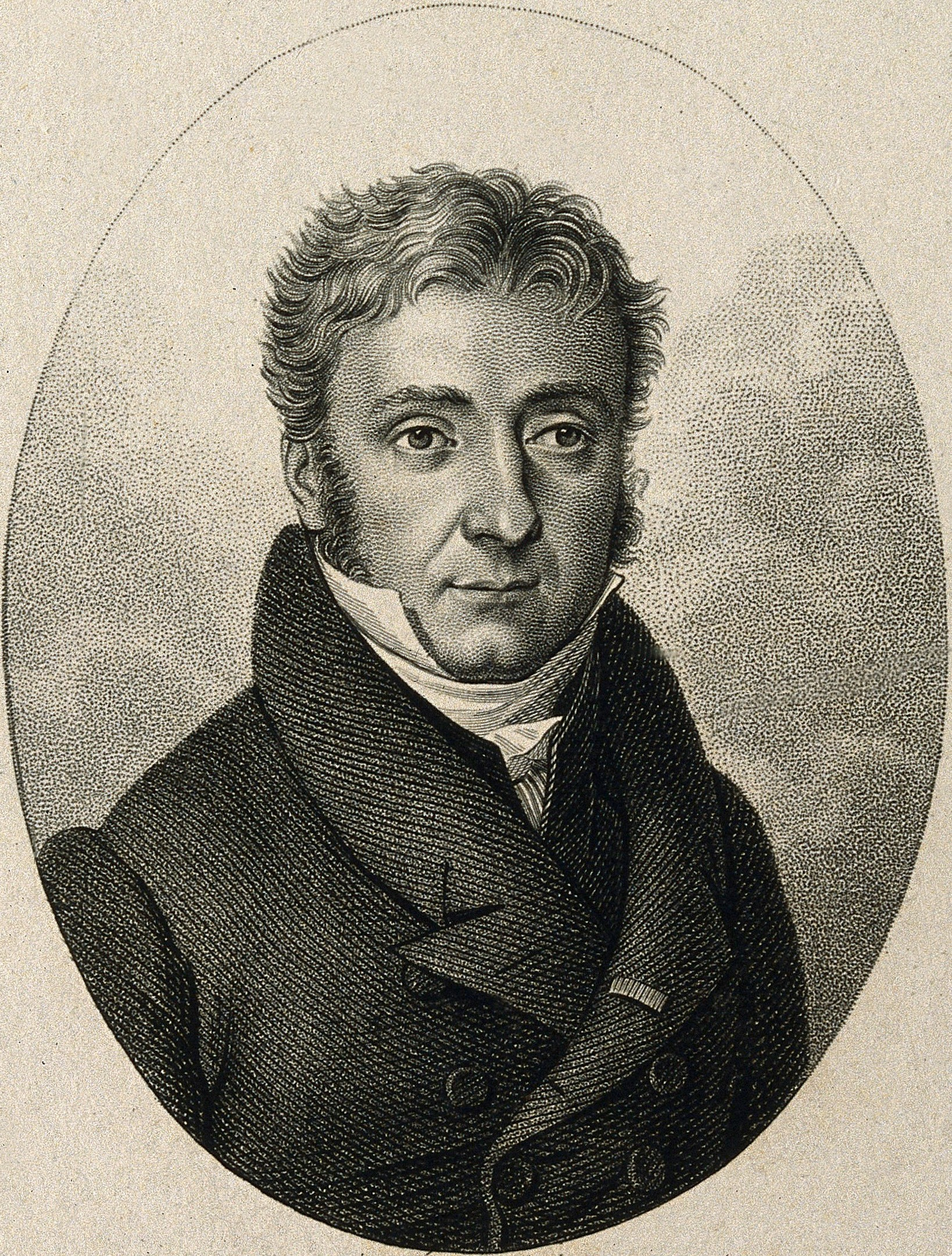
Dulong, adjoint à la faculté en 1818, titulaire en 1832.

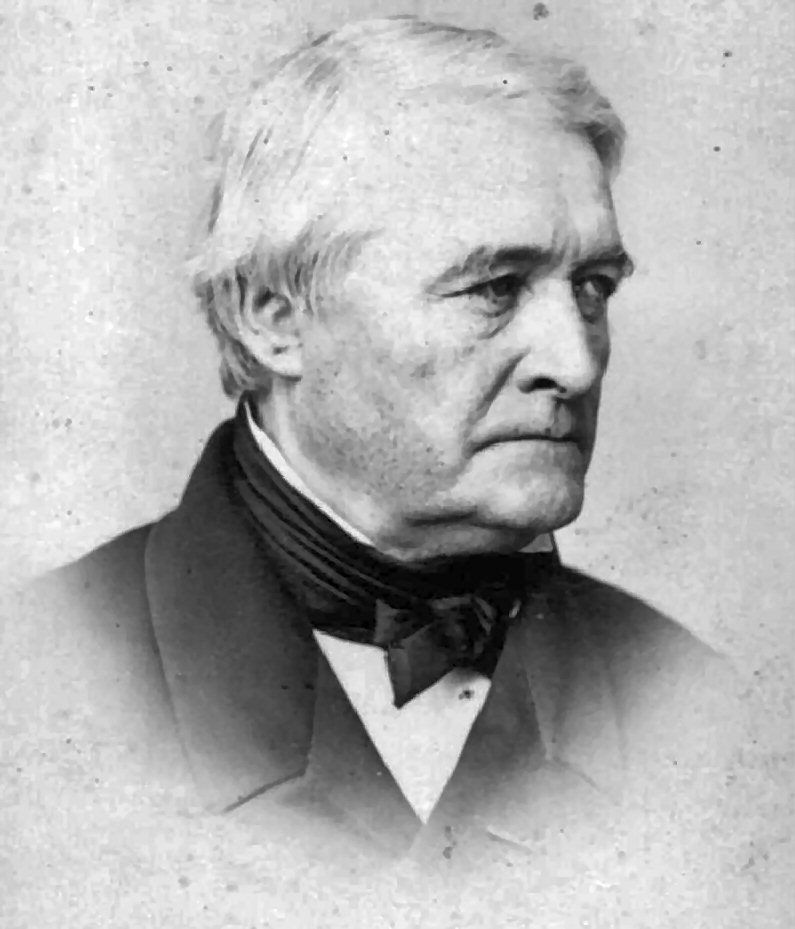
Pouillet, adjoint à la faculté en 1826, titulaire en 1838.

Hachette, adjoint à Gay-Lussac pour le cours de physique, est rapidement chargé d'un cours de géométrie descriptive. À partir de la rentrée du 15 décembre 1815, Gay-Lussac partage alors son cours de physique avec Jean-Baptiste Biot, qui s'occupe de l'acoustique, de l'électricité, du magnétisme et de la lumière, et qui en publie le contenu dans son Précis élémentaire de physique expérimentale. Le cours d'astronomie, qui n'a lieu qu'au second semestre, est assuré par Dinet, suppléé entre 1824 et 1826 par Charles Félix Augustin Leroy, professeur de géométrie descriptive à l’École polytechnique. De même, Thénard partage à partir de la même date son cours de chimie avec Pierre Louis Dulong, maître de conférences à l'École normale, qui est nommé adjoint en 1818. Jean-Baptiste Biot reprend son cours d'astronomie en 1826 et Claude Pouillet, professeur de physique au collège royal Bourbon et ancien maître de conférences à l'École normale, qui suppléait déjà Biot, est adjoint à Gay-Lussac pour la partie du cours dont était chargé Biot, alors que Dinet, devenu inspecteur général des études, quitte la faculté. Les leçons de physique de l'année 1827-1828 sont sténographiées et éditées, sans le consentement des deux professeurs. Pouillet et Bréchet, éditeur de son livre Éléments de physique publié en 1827, attaquent alors en justice et font condamner pour contrefaçon le sténographe Grosselin. Au cours du 2e semestre 1827-1828 Gay-Lussac remplace Dulong, malade, ses leçons faites entre avril et août 1828 sont également sténographiées et publiées, contre son gré, chez Pichon et Didier. Gay-Lussac conserve ensuite la charge du cours de chimie avec Thénard tandis que Dulong se charge du cours de physique avec Pouillet. Un préparateur est attaché à chacun des cours de physique et de chimie, successivement Dulong, Jean-Nicolas Gannal (de novembre 1815 à 1818) puis Claude-François Barruel pour la chimie, et François Obéllianne pour la physique.

#### Changements dans le corps professoral
Poisson, professeur de mécanique, est nommé en 1820 membre de la commission de l'instruction publique, puis du Conseil royal de l'instruction publique et décide alors de se faire suppléer à la faculté. Il demande à Ampère de le remplacer. Celui-ci accepte, mais, enseignant également à l’École polytechnique, renonce rapidement par surcharge de travail et propose à Poisson le nom d'Augustin Cauchy pour le remplacer à partir de la rentrée 1821. Cauchy est nommé professeur adjoint le 23 décembre 1823 et se charge du cours jusqu'en 1830.

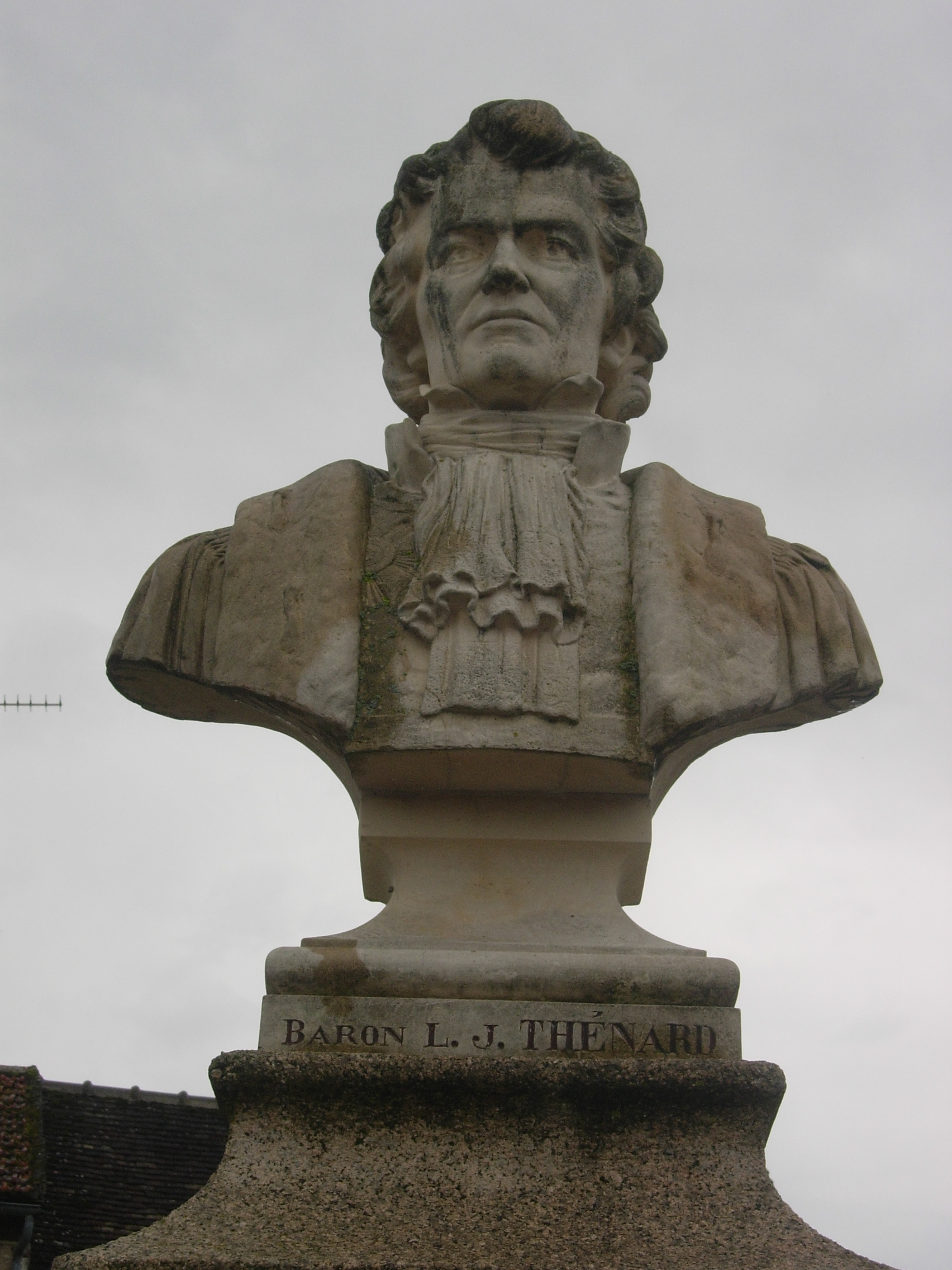
Thénard, 2e doyen (1821-1840).

Thénard, 44 ans, succède à Lacroix comme doyen en 1821.
Haüy meurt en 1822 à l'âge de 79 ans et est remplacé par François Sulpice Beudant, sous-directeur du cabinet de minéralogie particulier du roi, tandis que Brongniart, professeur adjoint de Haüy et qui le suppléait dans les faits, succède à celui-ci au Muséum royal d'histoire naturelle. La place de professeur adjoint est transformée en place de conservateur des collections d'histoire naturelle. Elle est confiée à Gabriel Delafosse, 26 ans, aide-naturaliste au Muséum royal d'histoire naturelle auprès d'Haüy (dont il était le suppléant), qui est autorisé à suppléer Beudant. C'est à cette époque qu'est ainsi créée la collection minéralogique de la faculté. Beudant achète ainsi en 1823 1146 spécimens, pour 5 526,5 francs, somme correspond à la quasi-totalité des crédits de la faculté, Gabriel Delafosse fera ensuite acheter en 1847 la collection de 4 000 pierres de Louis Jurine, proposée à 20 000 F, sur crédit spécial voté par la Chambres des représentants.

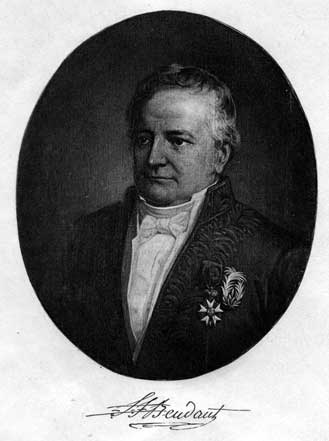
Beudant remplace Haüy en 1822.

À partir de 1825, Lacroix, âgé de plus de 60 ans, se fait suppléer par Étienne-Louis Lefébure de Fourcy, professeur de mathématiques spéciales au collège royal de Saint Louis et répétiteur de géométrie descriptive à l’École polytechnique..

#### Installation dans la Sorbonne

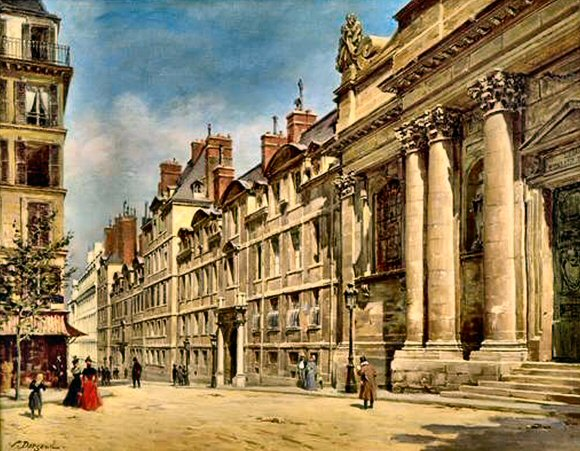
La faculté des sciences s'installe dans l'ancienne maison de Sorbonne au début des années 1820.

Alors qu'Armand Emmanuel du Plessis de Richelieu, arrière-arrière-arrière petit neveu du cardinal, préside le conseil des ministres, une ordonnance du 3 janvier 1821 décide du transfert des facultés des sciences, lettres et théologie à la Sorbonne, à la suite des travaux de réhabilitation impulsés notamment par l'abbé Dominique-Charles Nicolle de la Commission de l'instruction publique, qui est nommé recteur de l'académie de Paris le 27 février 1821. La chapelle de la Sorbonne accueille alors déjà une partie des cours de la faculté de droit dont l'école de la place du Panthéon est devenue trop petite. Les travaux d'aménagement sont confiés à Antoine Vaudoyer, architecte officiel de l'Université de France, qui délègue les travaux à Jean-Baptiste Guignet. Celui-ci établit un devis de plus de 200 000 euros.

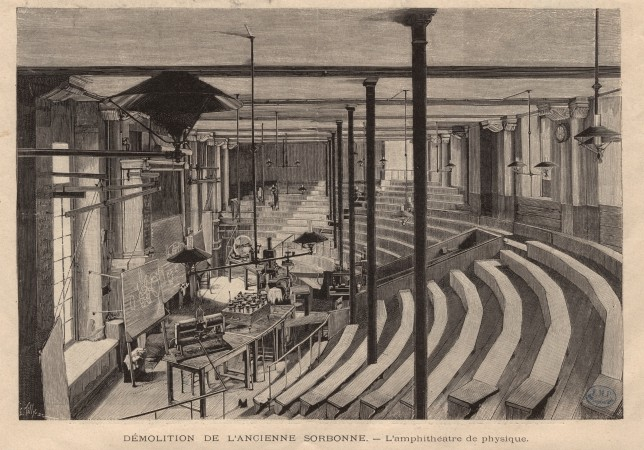
Amphithéâtre des sciences physiques dans l'ancienne Sorbonne.

Deux grands amphithéâtres sont construits dans l'ancien aula major de l'aile est, un amphithéâtre demi-circulaire pour la physique et la chimie de 800 places au rez-de-chaussée, et au premier étage un amphithéâtre de 1 200 places pour la "distribution des prix du concours général", terminé au milieu de l'année 1822, également destiné au cours de la faculté des lettres. Les anciennes salles à manger du rez-de-chaussée de l'aile nord sont transformées pour accueillir la collection d'histoire naturelle, tandis qu'au premier étage les écoles intérieures du collège de Sorbonne laissent place au cabinet de physique. Le secrétariat de la faculté des sciences est établi dans d'anciens logements du milieu du premier étage de l'aile ouest. Au deuxième étage de l'aile ouest sont établis, au sud, la salle d'examen de la faculté et, plus tard, l'appartement du doyen, et au nord un appartement pour un professeur. Les salles de cours ne sont finalement achevés qu'en 1824. Un petit amphithéâtre pour les mathématiques est construit ultérieurement à côté du grand amphithéâtre de physique-chimie, ainsi qu'un amphithéâtre pour les sciences naturelles et un cabinet d'anatomie à la place de l'ancien parloir et de la cuisine. Les locaux de l'ancien collège du Plessis seront attribués en 1826 pour l'installation de l'école préparatoire près le collège de Louis le Grand. Selon l'ordonnance royale du 29 janvier 1834, cinq employés de la faculté logent à la Sorbonne, un des professeurs, le préparateur de chimie, l'appariteur et les deux garçons de bureau. Le premier professeur logeant à la Sorbonne fut Poisson, puis furent également simultanément logés Prévost et Libri. Après le départ de Libri le doyen Dumas déménage du Jardin des plantes à la Sorbonne, mais son successeur Milne Edwards logera au Jardin, Prévost restant seul professeur locataire.

#### Audience et style des cours
L'année universitaire 1827-1828 s'ouvre le 5 novembre. Le cours le plus suivi est celui de physique (Gay-Lussac et Pouillet) avec 730 auditeurs (chiffres de janvier 1828), suivi du cours de chimie (Thénard) avec 680 auditeurs. Les cours de mathématiques et de sciences naturelles attirent un public beaucoup moins nombreux, 15 auditeurs pour le cours de mécanique de Cauchy, 18 (dont 4 de l'École préparatoire) pour le cours de calcul différentiel et intégral de Lefébure de Fourcy (suppléant), même effectif pour le cours de géomètrie descriptive de Hachette. Le cours de Francoeur, qui porte cette année-là sur la géodésie et le calcul des probabilités, n'attire que 4 auditeurs et le cours d'Astronomie de Biot 10 auditeurs. Le cours de minéralogie de Beudant compte 41 auditeurs, dont 4 de l'École préparatoire, et le cours de zoologie, anatomie et physiologie de Geoffroy-Saint-Hilaire 13.
« Les élèves de l'École de médecine forment l'auditoire habituel des cours de chimie et de physique. Dans cette salle basse obscure, longue, dont les gradins montent jusqu'au plafond, des professeurs se sont acquis gloire et honneurs. Le baron Thénard, homme élémentaire dans tous les sens, fait d'une moitié de savant et d'une moitié de rhéteur; haranguant, avec des inflexions comiques, ainsi qu'en foire, tantôt M. Barruel, son préparateur, tantôt son débonnaire public; jouant avec la craie, le torchon et le tableau, comme paillasse avec sa grande baguette; peu d chimiste de lui-même, se vantant de méconnaître Berzélius, voué corps et âme aux classifications dépassées; lourd dans sa bredouillante emphase; bœuf Apis, légalement sacré, paré de la bandelette constitutionnelle et du manteau pairial, a élevé à sa grande fortune au milieu des alcalis et des acides qui empestent cette caverne. M. Gay-Lussac, nature plus svelte, esprit aigu et mieux effilé, explorateur plus hardi, inventeur plus sagace, politique plus circonspect, partisan moins marqué, dissertateur plus sobre et plus sérieux, s'est fait de cette chaire un marche-pied pour se hausser à la tribune législative. M. Dulon, expérimentateur sévère, infatigable, modeste, et M. Pouillet, professeur délicat et net, se partagent l'enseignement de la physique. » (Les cours publics, par Hippolyte Fortoul, in Nouveau tableau de Paris au XIXe siècle, 1834)

### Faculté sous lamonarchie de Juillet(1830-1848)

#### Modifications dans le corps professoral, remplacement de Gay-Lussac et de Desfontaines

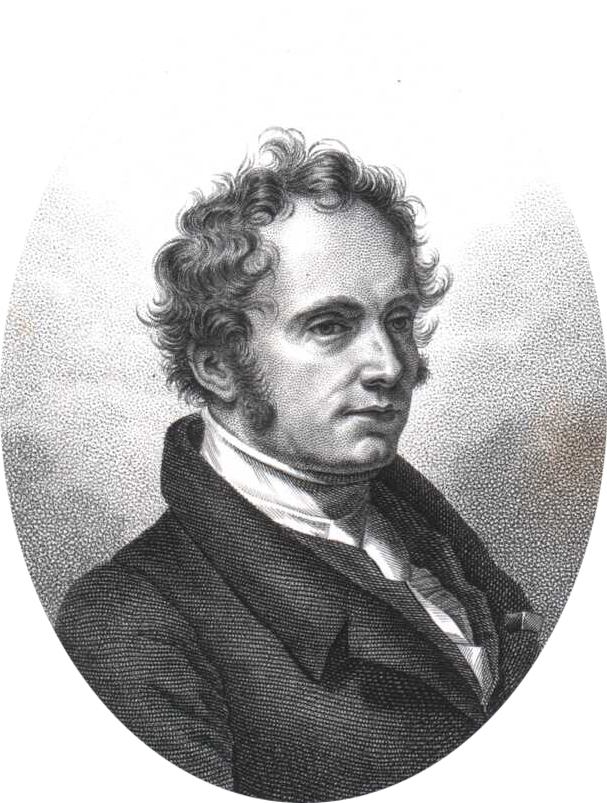
Charles-François Brisseau de Mirbel, 2e titulaire de la chaire de botanique.

À la veille de la chute de Charles X la faculté compte 9 professeurs titulaires, dont 2 sont suppléés (Lacroix et Beudant), 6 professeurs adjoints, dont un suppléant (Cauchy), un conservateur des collections d'histoires naturelles également suppléant, et un suppléant (non professeur adjoint) (Lefébure de Fourcy).
L'arrivée de Louis-Philippe entraine l'exil de Cauchy, monarchiste légitimiste, et son remplacement comme suppléant de Poisson par Charles Leroy, maître de conférences à l’École normale, qui avait été déjà chargé du cours d'astronomie à la faculté. La place de conservateur des collections d'histoire naturelle est remplacée en 1831 par un poste de professeur adjoint auprès de la chaire de minéralogie pour l'enseignement de la géologie, et qui est attribué à Constant Prévost. Gay-Lussac, nommé à la chaire de chimie organique et chimie minérale du Muséum royal d'histoire naturelle, quitte la faculté en 1832. Il est remplacé par Dulong, et Jean-Baptiste Dumas prend la place de professeur adjoint de chimie.
Desfontaines prend sa retraite en 1832, à l'âge de 82 ans. Charles-François Brisseau de Mirbel, son professeur adjoint, est nommé professeur titulaire de la chaire de botanique le 9 janvier 1834. La place de professeur adjoint est maintenue par arrêté du conseil royal de l'instruction publique du 17 janvier et est attribuée sur double présentation de la faculté des sciences et du conseil académique de Paris à Auguste de Saint-Hilaire. Au sein du cours de botanique, Mirbel se charge ainsi de la physiologie et de l'anatomie végétale, tandis que Saint-Hilaire professe l'organographie végétale.

#### Création du cours de calcul des probabilités et d'une chaire de mécanique physique et expérimentale

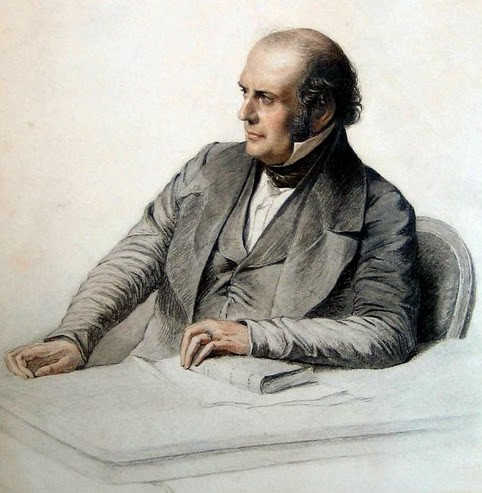
Libri, chargé du cours de calcul des probabilités.

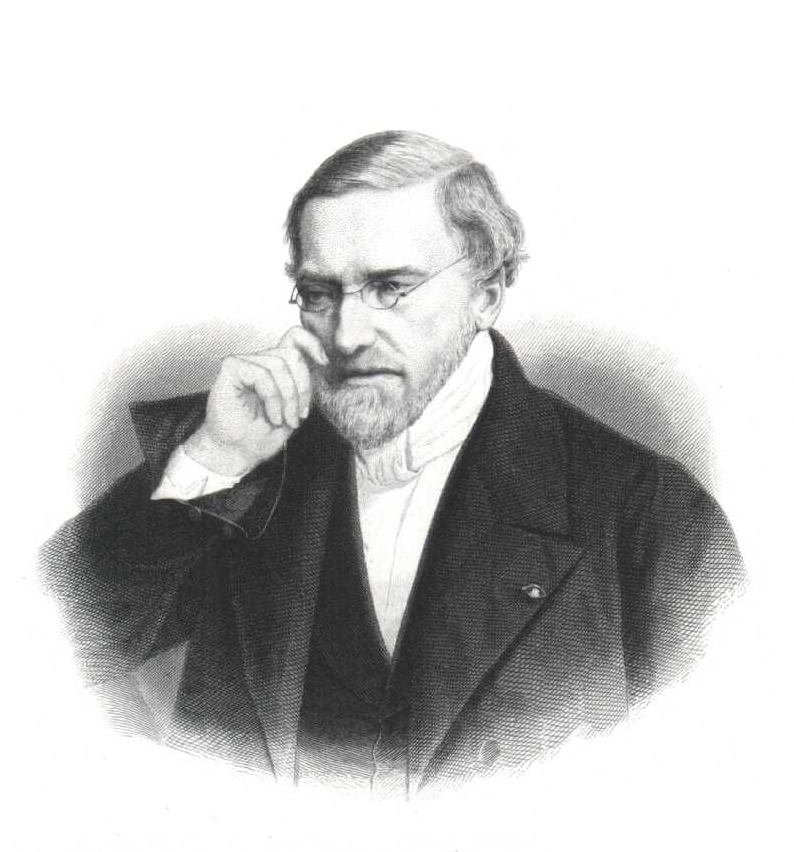
Poncelet, 1er titulaire de la chaire de mécanique physique et expérimentale.

À la mort d'Hachette en janvier 1834, l'assemblée des professeurs de la faculté s'interroge sur le devenir du cours de géométrie descriptive. Lors de sa première réunion le 11 février, Pouillet et Dulong demandent la création d'une chaire de "mécanique pratique", tandis que Francoeur souhaite avant tout le maintien du cours de géométrie descriptive. Tandis que Lacroix trouve la "mécanique expérimentale" "trop élémentaire" pour la faculté, Biot suggère la création d'un cours de "physique mécanique". Poisson, le professeur de mécanique, trouve un cours de "mécanique expérimentale" plus approprié pour le Conservatoire des arts et métiers, et un cours de "physique mécanique" plus destiné au Collège de France. Finalement la faculté demande au ministre le maintien du cours avec extension de l'intitulé à "l'analyse appliquée aux trois dimensions" et l'allongement à deux semestres. Dans sa réponse du 30 avril le ministre de l'Instruction publique François Guizot propose de maintenir le cours avec pour objet "un enseignement de physique mathématique ou de calcul des probabilités ou une autre division scientifique proposée par la faculté". Le calcul des probabilités faisant alors déjà l'objet d'une leçon par le maître de conférences Armand Lévy à l’École normale durant le deuxième semestre de la première année. Lors de sa seconde assemblée du 12 mai, Pouillet redemande la création d'un cours de physique mécanique afin de compléter le cours de physique, mais Poisson considère que ce complément existe déjà au travers du cours de physique de Biot au Collège de France et propose lui l'enseignement du calcul des probabilités. Lacroix et Francoeur, tout en étant favorable à un cours de probabilités, souhaitent le maintien du cours de géométrie descriptive. Les professeurs n'arrivant pas à trancher la question, l'assemblée décide de demander au ministre de nommer un professeur adjoint sans fixer la nature de l'enseignement et en demandant que ce nouveau professeur fasse, pour trancher, durant un an un cours de géométrie supérieure, puis l'année suivante un cours de probabilité. Le Conseil royal de l'instruction publique, dont sont membres Poisson et Thénard, décide finalement le 5 septembre la création d'un cours de calcul des probabilités. Guillaume Libri est nommé le 16 décembre professeur adjoint chargé du cours, alors qu'Antoine-Augustin Cournot était également en lice. C'est cependant Poisson qui se chargera des deux premières années du cours (1835-1837), dont il tirera le traité Recherches sur la probabilité des jugements en matière criminelle et en matière civile, précédés des règles générales du calcul des probabilités en 1837.
Une chaire de mécanique physique et expérimentale est finalement créée par ordonnance royale du 12 décembre 1837 et attribuée à Jean-Victor Poncelet.

#### Création de places d'agrégé

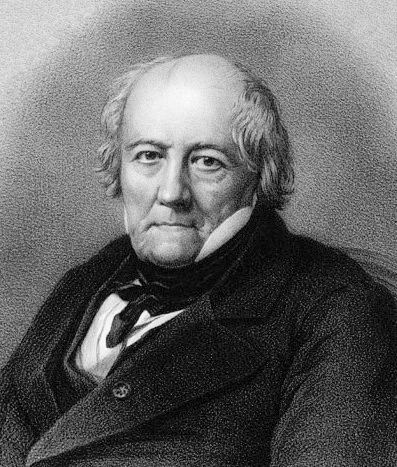
Jean-Baptiste Biot, 4e doyen (1840-1842).

Des places d'agrégés sont instituées dans les facultés des sciences et des lettres par ordonnance royale du 28 mars 1840. Des concours sont ouverts le 20 septembre 1840 pour le recrutement d'agrégés pour la faculté des sciences de Paris et les facultés des sciences des départements. Sont mis aux concours pour Paris une place en mathématiques, deux places en physique-chimie et deux places en sciences naturelles. Au terme du concours, par arrêté du 9 octobre, la place d'agrégé pour les sciences mathématiques près la faculté des sciences de Paris est attribuée à Jules Vieille, seule une place pour les sciences physiques est pourvue et attribuée à Antoine Masson, les places pour les sciences naturelles n'étant pas pourvues. En outre Lefébure de Fourcy et Eugène-Melchior Péligot, suppléants respectifs de Lacroix et de Dumas, sont institués agrégés par arrêté du 16 juillet 1840, ainsi qu'Henri Milne Edwards, suppléant d'Étienne Geoffroy Saint-Hilaire, Adrien de Jussieu, suppléant de Mirbel, et Jean-Marie Duhamel, suppléant de Francoeur.

#### Changements de doyen

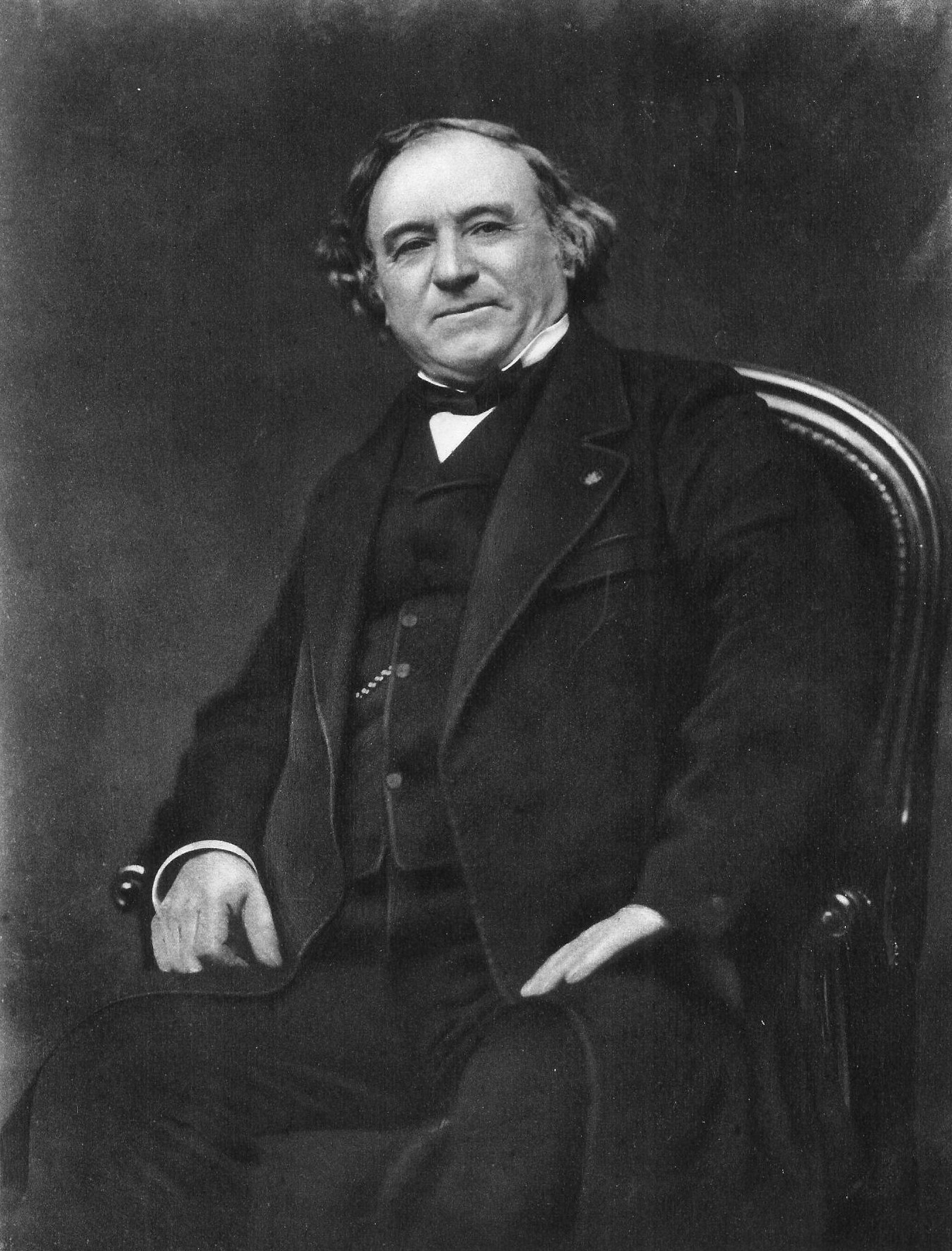
Jean-Baptiste Dumas, 5e doyen (1842-1849), 2e titulaire de la 1re chaire de chimie.

En 1840, Thénard est nommé vice-président du conseil royal de l'instruction publique, il quitte le décanat et est remplacé par Poisson, professeur de mécanique, qui meurt en avril. Biot, professeur d'astronomie physique, lui succède, mais donne sa démission en 1842 pour raison de santé. Jean-Baptiste Dumas, 41 ans, professeur de chimie, lui succède le 8 mars 1842.
Dumas rédige en 1846 un long rapport adressé au ministre de l'instruction publique concernant en particulier la demande de création de grades en sciences mécaniques (sciences de l'ingénieur, en langage actuel). Dumas justifie cette demande par les progrès rapide de l'industrie, progrès dont l'« Université [ne devrait pas] rester étrangère », ajoutant que « si l'Université intervient, à si juste titre, pour garantir par un diplôme la capacité du médecin ou celle de l'avocat, il serait tout aussi utilise, tout aussi nécessaire qu'elle vînt recommander de la même manière à la confiance publique l'ingénieur ou le mécanicien auquel les compagnies confient leurs capitaux, à qui chacun de nous confie sa vie. La science des machines et la science des constructions sont des sciences trop avancées d'ailleurs pour que leur place ne se trouve pas marquée désormais à côté des sciences mathématiques, physiques ou naturelles. Au point de vue philosophique, leur enseignement doit donc faire partie de l'enseignement d'une faculté complète, tout comme au point de vue pratique, les besoins publics exigent cette innovation.» Dumas évoque également l'agriculture, qui devrait être enseigné aux côtés des sciences naturelles.
La création d'une licence ès sciences mécaniques et d'un doctorat ès sciences mécaniques sont ainsi demandées. De plus Dumas propose une modification des contenus et des modalités des examens de licence. En ce qui concerne le déroulement des examens, il demande que soit étendu à tous les candidats l'autorisation accordée déjà aux élèves de l’École normale de scinder les examens en deux (c.a.d. sur deux années, les élèves de la section scientifiques de l’École normale préparant en parallèle les licences ès sciences mathématiques et ès sciences physiques au cours des deux premières années). Sur le contenu, Dumas désire, pour la licence ès sciences mathématiques, que tous les cours fassent partie des matières des examens (seuls font alors partie du programme les cours de calcul différentiel et intégral, astronomie et mécanique rationnelle, les cours de probabilité, et d'algèbre supérieure et géodésie n'étant pas l'objet d'examen). Pour les sciences physiques et naturelles, Dumas demande l'instauration d'épreuves pratiques. En ce qui concerne la licence ès science mécaniques, Dumas propose une première série d'épreuves sur la physique mécanique et sur l'hydraulique, puis la seconde série sur les machines et les constructions.

#### Modifications dans le corps professoral, remplacement de Dulong, Poisson, Thénard, Beudant, Lacroix, Geoffroy Saint-Hilaire

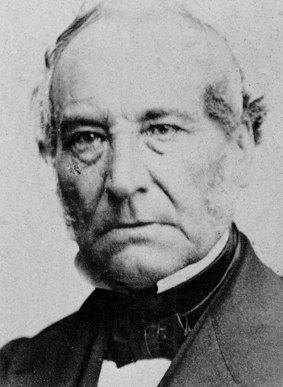
Gabriel Delafosse, 3e titulaire de la chaire de minéralogie.

Dulong meurt en 1838 et est remplacé par son adjoint, Pouillet, 48 ans, par arrêté du 21 décembre 1838. César Despretz, professeur au collège royal Henri-IV, obtient la place de professeur adjoint de physique. Beudant est nommé inspecteur général des études en 1839 et est remplacé (arrêté du 18 mars 1841) dans la chaire de minéralogie par Gabriel Delafosse, 45 ans, maître de conférences de botanique et de géologie à l'École normale, tandis que Charles Sturm, 37 ans, suppléant de Poisson, est nommé (21 novembre 1840) à la chaire de mécanique après le décès de celui-ci. Sturm était nommé également professeur d'analyse et de mécanique à l'École polytechnique le 19 octobre de la même année. Thénard démissionne de la faculté en 1841 et est remplacé par son adjoint et suppléant Dumas, 41 ans, dont la place d'adjoint est confié à Antoine-Jérôme Balard (arrêté du 18 mars 1841), 38 ans, professeur à la faculté de Montpellier, ancien suppléant de Dumas. Guillaume Libri, professeur adjoint, est nommé professeur titulaire de calcul des probabilités par arrêté du 14 août 1840. Lacroix meurt en 1843 à l'âge de 78 ans. Son suppléant Lefébure de Fourcy lui succède à la chaire de calcul différentiel et intégral. L'année suivante la faculté perd Etienne Geoffroy Saint-Hilaire, âgé de 72 ans, devenu aveugle et suppléé par Henri Milne-Edwards depuis 1838. Il est remplacé par son adjoint Ducrotay de Blainville.

#### Création de nouvelles chaires

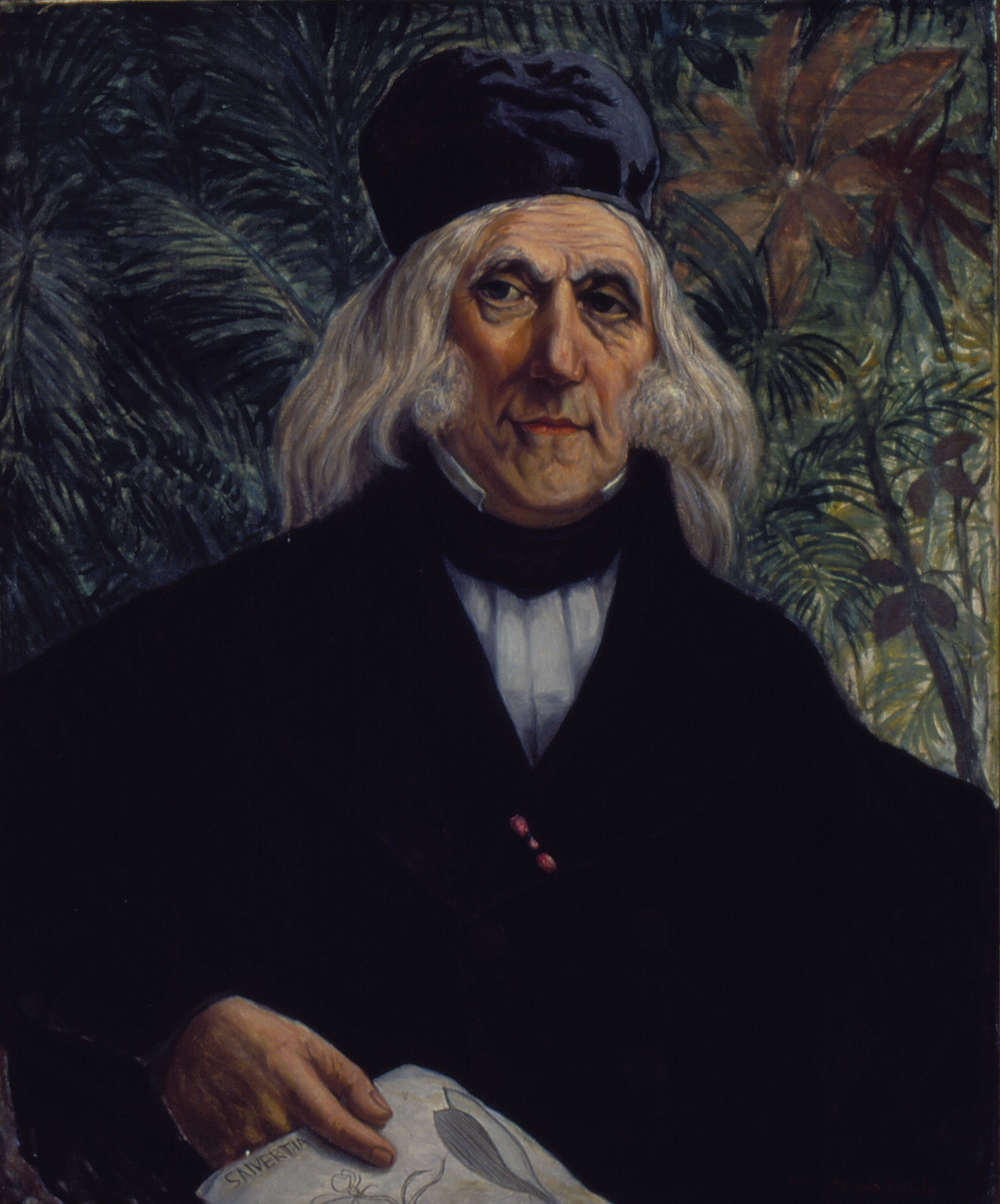
Auguste de Saint-Hilaire, 1er titulaire de la 2e chaire de botanique.

Deux nouvelles chaires sont créées, à la suite des votes du budget par les Chambres, par ordonnance royale du 9 novembre 1846, une chaire de géométrie supérieure et une chaire d'astronomie mathématique ou de mécanique céleste. Selon la proposition du ministre Salvandy, la chaire de géométrie supérieure doit notamment permettre de réintroduire l'enseignement de la géométrie descriptive. La seconde chaire est spécifiquement destinée à Urbain Le Verrier, répétiteur à l’École polytechnique et astronome-adjoint du Bureau des longitudes, auréolé par la découverte de Neptune le 23 septembre 1846, et vise à compléter le cours semestriel d'astronomie physique de Biot. Par arrêté ministériel du 10 novembre 1846 Michel Chasles, professeur à l’École polytechnique, est nommé professeur de géométrie supérieure, il inaugure son cours le 22 décembre 1846.
En outre, les cinq places d'adjoint :
- chimie II, Antoine-Jérôme Balard
- physique II, César Despretz;
- géologie, Constant Prévost;
- botanique et organographie végétale, Augustin de Saint Hilaire;
- zoologie et physiologie comparée II, Henri Milne Edwards

sont transformées en chaires de professeur titulaire, conduisant à un total de 18 chaires. De plus trois agrégés près les facultés des sciences des départements sont nommés près la faculté de Paris, par arrêtés ministériels du 14 août 1847, Joseph Bertrand (mathématiques), Frédéric de La Provostaye (sciences physiques) et Jean-Baptiste Payer (sciences naturelles).

#### Soutenances de thèse de doctorat
En 1830, le fils du pharmacien Pierre-François-Guillaume Boullay (reçu docteur ès sciences physiques en 1818) Félix-Polydore Boullay est admis au doctorat ès sciences physiques. Collaborateur de Jean-Baptiste Dumas, il meurt cinq ans plus tard des suites de brulures provoquées par la chute d'un flacon d'éther près d'un feu. Deux autres doctorats ès sciences physiques sont décernés cette année-là, l'un à Auguste-Marie-Alexandre Guiot, professeur à Dieppe, l'autre à Roch-Théogène Guérin après soutenance de sa deuxième thèse. Enfin le petit-fils de Lapeyrouse, Joseph-Philippe-Zéphirin, soutient une thèse de botanique. En 1832 ce sont deux professeurs de collèges royaux et futurs inspecteurs de l'académie de Paris, Guibert et Desrosiers, qui soutiennent leurs thèses de mécanique et d'astronomie. L'année 1832, la faculté entend tout d'abord, les 9 et 11 juillet, les soutenances de thèses de physique et de chimie du futur titulaire de la première chaire de chimie, Jean-Baptiste Dumas, qui est élu à l'Académie des sciences cette même année, puis celles du futur doyen de la faculté de Toulouse Charles-Cléophas Person, les 7 et 9 août, jour où le fils du pharmacien Jean-Pierre Boudet (qui avait soutenu une thèse en 1815), Félix-Henri Boudet, soutient également une thèse de chimie, qui sera complétée par une thèse de physique l'année suivante. Étienne Bigourdan, futur professeur de mathématiques spéciales au collège royal Saint-Louis soutient des thèses de physiques mathématiques, Joseph-Louis-Adrien Amondieu, professeur au collège royal de Nantes, soutient ses thèses de physique et de chimie, tout comme le futur titulaire de la deuxième chaire de physique, César Despretz, alors professeur de physique au collège royal Henri IV et à l'École polytechnique, qui obtient le doctorat ès sciences physiques avec ses deux thèses soutenues le 31 octobre.
En 1833 la faculté examine quatre candidats au doctorat ès sciences physiques, Joseph-Jean-Baptiste-Xavier Fournet (32 ans), futur professeur à la faculté des sciences de Lyon, qui soutient ses thèses de physique et de chimie le 16 mars, Jean-François Persoz (27 ans), alors directeur de l'école de pharmacie de Strasbourg, dont la thèse de physique porte sur la polarimétrie appliquée à la chimie, Félix-Henri Boudet qui soutient sa deuxième thèse pour le doctorat ès sciences physiques, et enfin Félix Billet (24 ans), futur professeur à Dijon, qui soutient sa thèse de physique sur les anneaux colorés (il soutiendra sa thèse de chimie en 1845). En 1834, les premières soutenances sont celles de Jean-Marie Duhamel (37 ans) pour le doctorat ès sciences mathématiques (avec notamment une thèse de physique mathématique), Duhamel qui est nommé cette même année professeur d'analyse à l'École polytechnique. Jean-Baptiste Boussingault (32 ans), futur fondateur de la chimie agricole, soutient ses deux thèses pour le doctorat ès sciences physiques avec une thèse de physique sur la thermique atmosphérique témoignage de ses voyages en Amérique. Théodore Olivier, fondateur de l'École centrale des arts et manufactures, soutient ses thèses pour le doctorat ès sciences mathématiques en août et novembre (avec notamment une thèse sur les courbes épicycloïde appliquées aux engrenages. La faculté examine également cette année les thèses de physique et chimie d'un homme de 55 ans (Antoine Sauteyron). Après une année 1835 sans aucune soutenance, l'année 1836 voit les candidatures de Joseph Liouville (avec une thèse de mathématiques sur les séries de Fourier), Frédéric Petit, Claude David, futur professeur de mathématiques à la faculté des sciences de Lille, Théophile-Jules Pelouze, avec deux thèses de chimie, Henri Milne-Edwards (35 ans), pour sa première thèse, et enfin Henri Victor Regnault (25 ans). L'année 1837 la faculté examine 9 candidats, un professeur de l'école de médecine navale de Toulon (Laurent), un professeur de collège royal (Chevet), Henri Milne-Edwards pour sa seconde thèse, l'abbé Poullet, directeur d'un séminaire, pour le doctorat ès sciences naturelles, Henri Molins, futur doyen de la faculté des sciences de Toulouse, Edouard Desains, professeur de collège royal, frère de Paul Desains, pour sa thèse de physique (il soutiendra sa thèse de chimie en 1842), Armand Bineau d'Aligny, futur professeur à la faculté des sciences de Lyon, Georges Aimé, mort au cours d'une expédition d'observation en Algérie, et Auguste Laurent. L'année 1838 compte sept candidatures, tout d'abord les thèses de chimie et de thermodynamique de Eugène-Melchior Péligot (27 ans), Joseph Cazalis (42 ans), professeur de physique au collège royal Bourbon, Jérémie-Joseph-Benoit Abria (27 ans), futur doyen de la faculté des sciences de Bordeaux, le pharmacien Jean-Pierre Couerbe, le militaire et homme politique italien Giacinto di Collegno (doctorat ès sciences naturelles), Félix Dujardin, futur doyen de la faculté des sciences de Rennes, et un professeur de collège royal (Laroque). En 1839, la faculté entend les soutenances de dix candidats, le plus célèbre d'entre eux étant Joseph Bertrand, âgé de 17 ans. Celui-ci soutient trois thèses (théorie des phénomènes thermo-mécaniques; distribution de l'électricité à la surface des corps; attraction des sphéroïdes). Antoine Masson, agrégé-suppléant au collège royal Saint-Louis, soutient notamment sa thèse de physique sur les phénomènes électro-dynamiques dont le mémoire fait près de 100 pages, il sera nommé agrégé près la faculté des sciences de Paris en 1840. Le géologue Gabriel Auguste Daubrée (35 ans) soutient ses thèses de géologie et minéralogie, Faustin Malagutti, futur doyen de la faculté des sciences de Rennes ses thèses pour le doctorat ès sciences physiques. Deux autres futurs professeurs de faculté obtiennent leur doctorat, Pierre-François-Armand Bazin (sciences naturelles, Bordeaux) et Gaspard-Auguste Brulé (sciences naturelles, Nancy), ainsi qu'un futur recteur, Jean-Antoine Quet, professeur au collège royal de Versailles, dont les résultats théoriques de sa thèse de physique sur le gyroscope contraint sont vérifiés très rapidement par Léon Foucault. Enfin deux professeurs de collège royaux soutiennent leurs thèses (Vannier et Blavette) ainsi qu'un grec ottoman du nom de Mourocordatos. Sur les seize candidats de 1840, on compte Jacques Marie Cyprien Victor Coste, Jean-Baptiste Payer, Edmond Becquerel, Gaspard Adolphe Chatin, Gabriel Delafosse, Jean Louis Armand de Quatrefages de Bréau, ainsi que de futurs professeurs de faculté de province, Alexandre Leymérie (Toulouse), Athanase Dupré (Rennes), Charles-Frédéric Martins (faculté de médecine de Montpellier), Jules Vieille (Rennes), nommé agrégé près la faculté des sciences de Paris la même année, trois futurs inspecteurs (de la Provostaye, Sonnet et Blanchet) et un professeur de collège royal (Borgnet). Enfin on note également les soutenances de thèse de mécanique et d'astronomie de l'abbé Jean-Baptiste Fourestey, futur professeur de morale à la faculté de théologie de Bordeaux. En 1841, le nombre de candidats diminue, la faculté entend en particulier les soutenances d'Henri Sainte-Claire Deville (23 ans), celles d'Eugène Charles Catalan (26 ans), de Charles-Eugène Delaunay (25 ans), et de Victor Puiseux (21 ans). De futurs professeurs des facultés de provinces obtiennent également leur doctorat cette année-là, Hector-Pierre Aubergier (futur doyen à Clermont-Ferrand), Charles Gerhardt (Strasbourg), François-Auguste Morren (futur doyen à Marseille), Joseph-Marie-Elisabeth Durocher (Rennes), Henri Coquand (Marseille) et Édouard Filhol (Toulouse). On note également les soutenances pour le doctorat ès sciences naturelles de l'abbé Maupied qui fut chargé d'un cours de sciences dans leurs rapports avec la théologie et l'Écriture sainte à la faculté de théologie de Paris. C'est Charles Briot qui inaugure l'année 1842, année qui voit essentiellement des candidatures aux doctorats ès sciences naturelles comme celles de Charles Naudin, Louis Michel François Doyère, Joseph Decaisne, et de François-Joseph Chauvin (futur professeur à la faculté de Caen).

### Deuxième République (1848-1852)

#### Départ des quatre derniers professeurs initiaux: Francoeur, Biot, de Mirbel et de Bainville

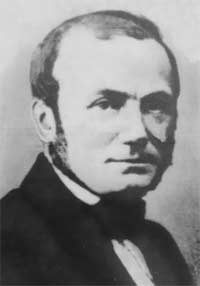
Isidore Geoffroy Saint-Hilaire, 3e titulaire de la 1re chaire de zoologie (1850-1861).

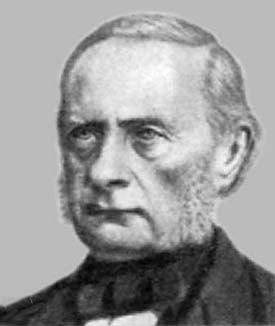
Jean-Marie Duhamel, 2e titulaire de la chaire d'algèbre supérieure (1849-1872).

À l’avènement de la Deuxième République, Francoeur et Biot sont les deux derniers professeurs ayant été nommés à la création de la faculté. Ils sont cependant suppléés partiellement ou totalement depuis plusieurs années. Biot par Charles Delaunay depuis 1841, et Francoeur d'abord par Jean-Marie Duhamel de 1835 à 1840, puis par Pierre Henri Blanchet de 1840 à 1843, par Jules Vieille, agrégé près la faculté, en 1843-1844. À l'automne 1844 Francoeur, âgé de 71 ans, souhaite que sa complète suppléance soit assurée par Eugène Charles Catalan, cependant le Conseil royal de l'Instruction publique nomme à sa place le jeune Joseph Bertrand, en raison des opinions républicaines de Catalan. Francoeur décide alors d'assurer lui-même son cours malgré sa mauvaise santé et envoie le 27 juin sa lettre de démission. Il est alors mis à la retraite et nommé professeur honoraire. Mais il revient finalement sur sa décision et est réintégré en octobre. Francoeur est finalement vraiment admis à la retraite par arrêté du 12 juin 1848 et meurt un an et demi après. Joseph-Alfred Serret est chargé provisoirement du cours et la chaire est attribuée à Jean-Marie Duhamel, 52 ans, directeur des études à l'École polytechnique, par arrêté du 1er mars 1849 (Pierre-Frédéric Sarrus fut présenté en seconde ligne).
La mise à la retraite de Biot, à l'âge de 74 ans, n'est pas de sa volonté mais est la conséquence du vote d'une loi interdisant le cumul de plus de deux positions. Biot étant à la fois professeur au Collège de France, astronome du Bureau des longitudes et professeur à la faculté il décide de quitter cette dernière fonction en 1848. Urbain Le Verrier, nommé deux ans plus tôt à la nouvelle chaire d'astronomie mathématiques obtient son transfert dans la chaire d'astronomie physique et c'est Augustin Louis Cauchy, 59 ans, revenu à Paris dix ans plus tôt, qui obtient la chaire d'astronomie mathématiques (Charles Delaunay et Constant Rollier étant présentés en seconde ligne respectivement par la faculté et par le conseil académique).
Charles-François Brisseau de Mirbel, premier professeur adjoint de botanique et deuxième titulaire de la chaire, est suppléé par Jean-Baptiste Payer, agrégé près la faculté, depuis 1841. Mirbel consacre alors tout son temps à d'importants travaux de recherche sur la composition chimique des végétaux avec Anselme Payen. À partir de 1845 se développe une polémique entre Charles Gaudichaud-Beaupré et de Mirbel (Réfutation des théories établies par M. de Mirbel dans son Mémoire sur le Dracæna australis) sur la croissance des végétaux. À l’avènement de la seconde république, Payer devient chef de cabinet de Lamartine au ministère des affaires étrangères puis est élu tout d'abord représentant du peuple des Ardennes à l'Assemblée constituante, puis, le 13 mai 1849, représentant du peuple du même département à l'Assemblée législative. La suppléance de Mirbel passe alors à François-Joseph Lestiboudois, professeur à la faculté des sciences de Lille. Mais la brusque disparition de sa femme des suites du choléra en 1849 lui fait perdre la raison. Admis à la retraite, son successeur, Adrien de Jussieu, 52 ans, professeur de botanique au Muséum d'histoire naturelle, suppléant d'Auguste de Saint-Hilaire de 1837 à 1849, est nommé le 7 mars 1850. Celui-ci mourra cependant trois ans plus tard, un an avant la mort de Brisseau de Mirbel en septembre 1854.
Henri-Marie Ducrotay de Blainville, qui avait été nommé professeur adjoint de zoologie en mars 1812 et professeur titulaire en 1844, a assuré personnellement ses cours jusqu'en 1848, exceptées deux suppléances en 1836 et 1842 par Maurice Laurent pour effectuer des voyages scientifiques. Âgé de 71 ans, vice-doyen d'âge des professeurs, il demande à être suppléé pour le cours du semestre d'été de 1849 par Henry Hollard. Cette demande se heurte cependant à l'opposition d'une partie de la faculté, en premier lieu Henri Milne-Edwards, responsable du premier semestre du cours de zoologie, qui propose Achille Valenciennes. Hollard est finalement désigné comme suppléant mais l'année suivante le conflit reprend et la faculté impose à de Blainville le choix de Valenciennes, discipline de Cuvier et dont de Blainville, tenant des théories de Lamarck, avait combattu la candidature à l'Académie des sciences en 1844. Comme Francoeur, de Blainville décide alors de revenir sur sa demande de suppléance et se charge lui-même du cours qui ouvre en avril 1850. Il meurt cependant quelques semaines plus tard en embarquant dans un train. Hollard termine le cours de cette année et la chaire d'anatomie, physiologie comparée et zoologie est attribuée par arrêté du 26 août 1850 à Isidore Geoffroy Saint-Hilaire, fils du premier titulaire de la chaire, 45 ans, inspecteur général de l'Université et titulaire de la chaire de zoologie (mammifères et oiseaux) au Muséum.

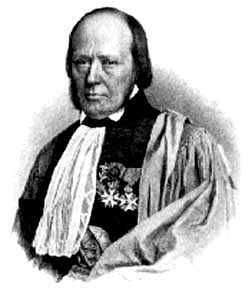
Henri Milne Edwards, 6e doyen (1849-1885).

#### Changement de doyen
Le doyen Dumas est élu représentant du peuple du Nord (majorité monarchiste) à l'Assemblée législative le 13 mai 1849, il sera ensuite ministre de l'agriculture et du commerce du 31 octobre 1849 au 9 janvier 1851 puis, durant tout le second empire, sénateur et membre du conseil supérieur de l'instruction publique. À la faculté il est alors remplacé, après 7 années de décanat, par Henri Milne Edwards, 49 ans, professeur de zoologie, qui va occuper cette charge pendant 35 ans.

### Second Empire

#### Création de laboratoires
En 1855, sous le ministère d'Hippolyte Fortoul, Jean-Baptiste Dumas obtient la création du premier laboratoire de la faculté consacré à la recherche, le laboratoire de perfectionnement et de recherches pour les études chimiques, financé sur le budget spécial de l'enseignement supérieur. Trente deux ans auparavant, Jean-Baptiste Dumas, nommé répétiteur de chimie à l’École polytechnique en 1824, y avait créé un petit laboratoire personnel, l'école ne disposant plus alors d'équipement de recherche. À partir de 1832 il l'avait ouvert pour accueillir des élèves, tels que Boullay, Laurent, Peligot, Würtz, Cahours ou Malaguti. Lorsqu'il quitte l'école en 1839, il fait transférer ses installations dans des locaux de la rue Cuvier mis à disposition par son beau-père Alexandre Brongniart professeur au Muséum. Il entretient à ses frais ce laboratoire jusqu'à la révolution de 1848 à la suite de laquelle il occupa d'importantes fonctions politiques. En 1851, Henri Sainte-Claire Deville, nommé maitre de conférences de chimie à l'École normale supérieure, y est chargé de la création d'un laboratoire de recherche. Le laboratoire de perfectionnement et de recherches pour les études chimiques de la faculté est ainsi provisoirement installé auprès du laboratoire de Deville avant de rejoindre des locaux rue Saint-Jacques. Il est en particulier destiné aux licenciés souhaitant préparer un doctorat. Alfred Riche, préparateur de chimie de la faculté, est nommé chef des travaux chimiques près le laboratoire. Il est remplacé par Paul Bérard, préparateur au laboratoire, en 1862, puis par Victor de Luynes en 1866.
À cette même époque (1855) Jean-Baptiste Payer ouvre un laboratoire pour les travaux pratiques de botanique dans une chambre louée au-dessus de son appartement. Les séances ont lieu deux fois par semaine durant l'été, 5 étudiants y participent la première année. La deuxième année le nombre double et le laboratoire est déménagé à la Sorbonne. L'année suivante le nombre d'étudiants augmente encore et les séances doivent être déplacées dans la salle des examens du baccalauréat construite au sud de la Sorbonne.
En 1867, grâce au soutien du ministre de l'instruction publique, Victor Duruy, Jules Jamin, titulaire d'une des deux chaires de physique, obtient un financement spécial pour installer un laboratoire de physique à la Sorbonne.
L'année suivante, deux décrets du 31 juillet 1868 vont précipiter la création de nouveaux laboratoires dans l'ensemble des institutions scientifiques. Le premier concerne l'institution de laboratoires de recherches "destinés à faciliter les progrès de la science" et de laboratoire d'enseignement auprès des chaires destinés aux candidats à la licence et aux élèves de l'école pratique des hautes études pour les "manipulations et les expériences classiques". Le second crée l'école pratique des hautes études "pour placer à côté de l'enseignement théorique, les exercices qui peuvent le fortifier et l'étendre".
À la rentrée 1868 s'ouvre ainsi pour l'enseignement pratique un second laboratoire de physique dirigé par  Paul Desains, un laboratoire de minéralogie dirigé par  Gabriel Delafosse, un laboratoire de géologie, dirigé par Hébert. En janvier 1869, c'est un laboratoire de chimie qui est ouvert, sous la direction d'Henri Sainte-Claire Deville avec pour adjoint Schützenberger, en mars un laboratoire de botanique par Duchartre et un laboratoire de physiologie expérimentale.
Pour la recherche, en plus du laboratoire de Jamin, qui prend le nom de laboratoire des recherches physiques, est créé un laboratoire de géologie pour Hébert.

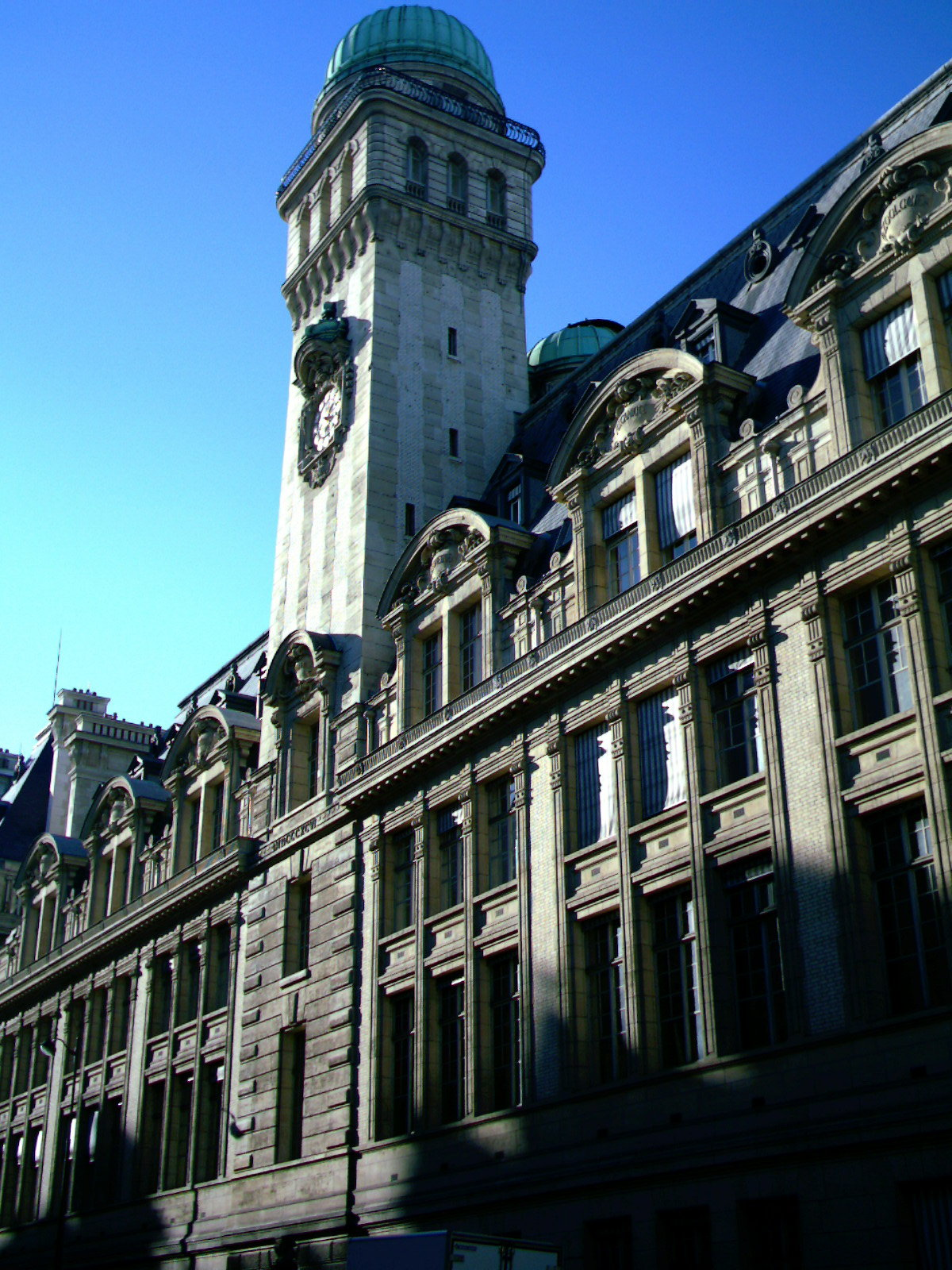
Tour de l'observatoire astronomique des anciens bâtiments de la faculté des sciences à la Sorbonne.

### Troisième République
Après la reconstruction de la Sorbonne, la faculté des sciences de Paris peut s'installer dans de plus vastes locaux. Mais face à l'accroissement du nombre d'étudiants et d'enseignements, ces nouveaux locaux deviennent eux-mêmes rapidement trop étroits. De multiples annexes sont alors créées à Paris et même en province pour certains laboratoires.

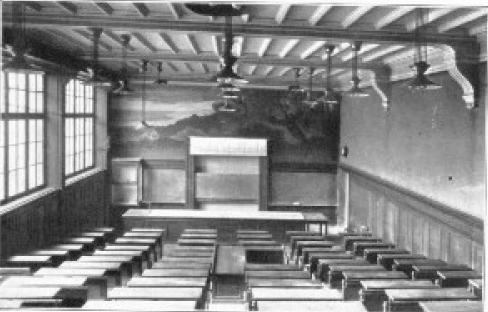
Amphithéâtre Descartes à la Sorbonne.

De 1809 à 1909, le nombre de professeurs est multiplié par plus de six. La faculté compte 350 étudiants en 1890, elle en compte 1990 vingt ans plus tard. Le budget passe de 1825 à 1880 de 73 041 francs à 485 260 francs.
Le principal grade auquel la faculté des sciences prépara durant longtemps est le grade de licencié ès sciences. La licence existait à l'origine selon trois spécialités : sciences mathématiques, sciences physiques et sciences naturelles. Ce grade était principalement destiné au candidat à l'agrégation des trois spécialités correspondantes. À partir de 1880, la préparation de la licence devint modulaire. Le grade de licencié ès sciences était conféré dans trois domaines (sciences physiques, mathématiques et naturelles) au titulaire de trois certificats d'enseignement supérieur choisis parmi les différents enseignements proposés par la faculté (une vingtaine en 1909). Les certificats pouvaient même avoir été obtenus dans des facultés différentes.

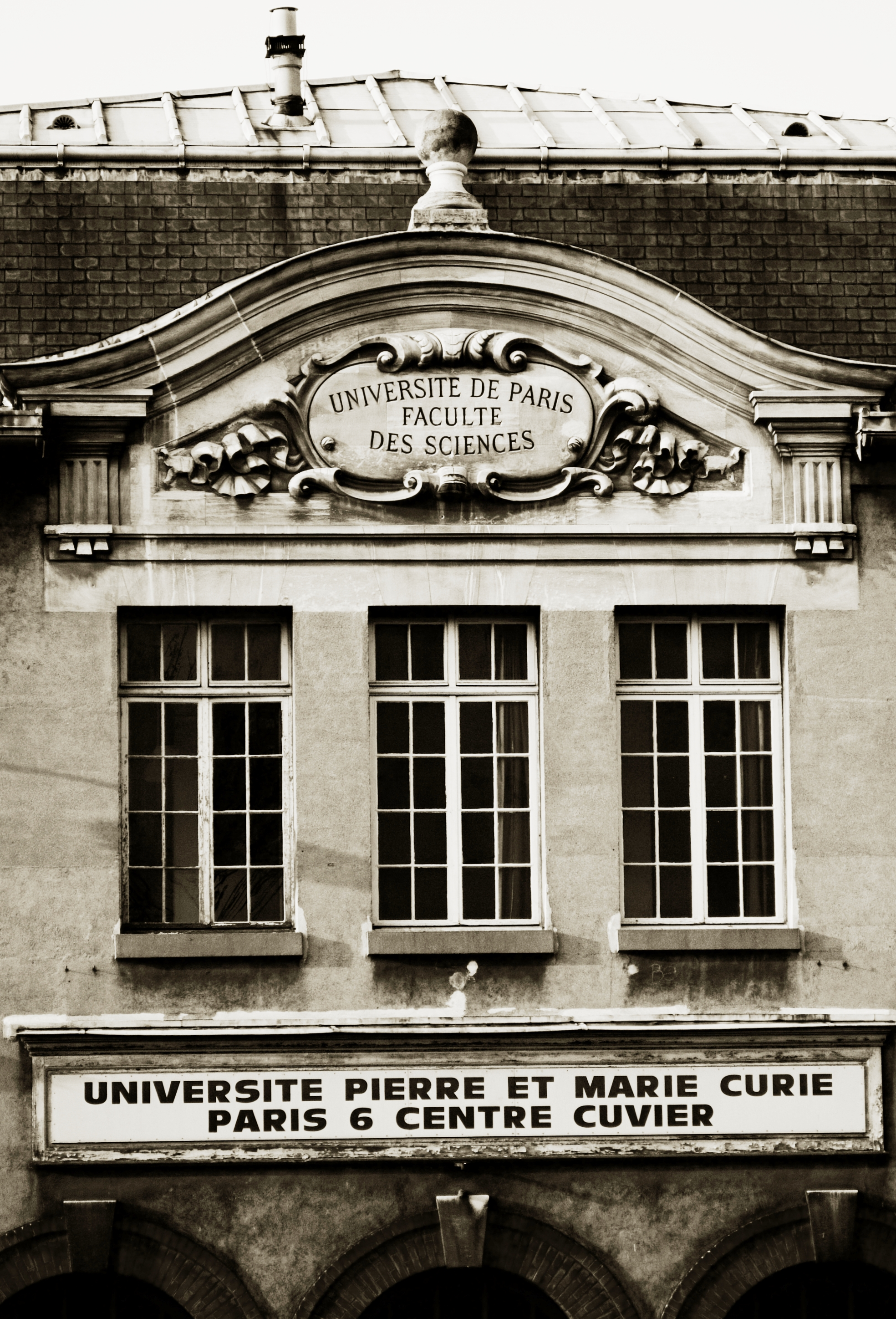
Annexe de la faculté des sciences de Paris, au 12, rue Cuvier, siège du PCN.

Au 1er janvier 1881, le nombre de grades conférés après examens par la faculté des sciences depuis sa création étaient de 26978 baccalauréats, 2580 licences et 455 doctorats. Dans la période 1855-1865, 7591 baccalauréats (33 % du total national), 538 licences (60 %) et 96 doctorats (72 %). Dans la période 1865-1876, 7668 baccalauréats (29 % du total national), 576 licences (50 %) et 107 doctorats (81 %). Le taux de succès aux examens entre 1865 et 1880 était de 38 % au baccalauréat, 62 % à la licence et 99,5 % au doctorat.
À partir de 1878, des bourses pour étudiants sont instituées par l'État, le nombre de boursiers étant de 38 pour la licence en 1881 et de 11 pour le concours d'agrégation, ainsi que des conférences préparatoires à la licence et au concours d'agrégation. Ces conférences sont suivies, après inscription, par les boursiers, des maîtres auxiliaires et des délégués des lycées parisiens, et de jeunes professeurs de collège. On compte en 1881 11 conférences (2 en mathématiques, 2 en physique, 3 en chimie, 1 en anatomie et physiologie, 1 en minéralogie, 1 en zoologie, 1 en géologie) auxquelles assistent 495 auditeurs. En 1879, 26 candidats sont reçus aux examens de licence, dont 9 boursiers, en 1880 27 reçus dont 11 boursiers et en 1881 34 reçus dont 18 boursiers.
Des certificats préparatoires facultatifs furent instaurés dans les années 1890 afin de préparer au certificat de la licence, il pouvait porter sur les mathématiques pour la préparation des études de physique (certificat de mathématiques générales) ou bien sur la physique, la chimie et les sciences naturelles (SPCN). Il existait également un certificat préparatoire aux études de médecine (certificat PCN, puis PCB). L'enseignement pour le certificat PCN fut installé dans l'annexe de la rue Cuvier et Pierre Curie et Paul Janet sont chargés des cours de physique du certificat en 1900. Après sa titularisation comme professeur en 1904, Pierre Curie installe dans cette annexe un laboratoire de recherche.

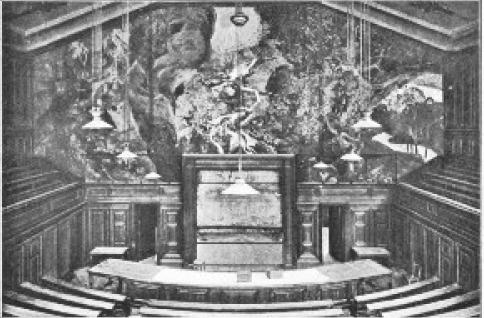
Amphithéâtre de chimie à la Sorbonne.

Ces certificats préparatoires (MG, SPCN, MPC) devinrent ensuite obligatoires et formèrent le premier cycle dit « propédeutique ».
En 1904, fut instauré la préparation du diplôme d'études supérieures, postérieur à la licence et obligatoire pour se présenter au concours d'agrégation. Ce diplôme sanctionnait, pour une partie, une première expérience de recherche scientifique personnelle.
En 1896, les différentes facultés de Paris furent regroupés au sein de l'université de Paris, tout en gardant encore une très large autonomie.

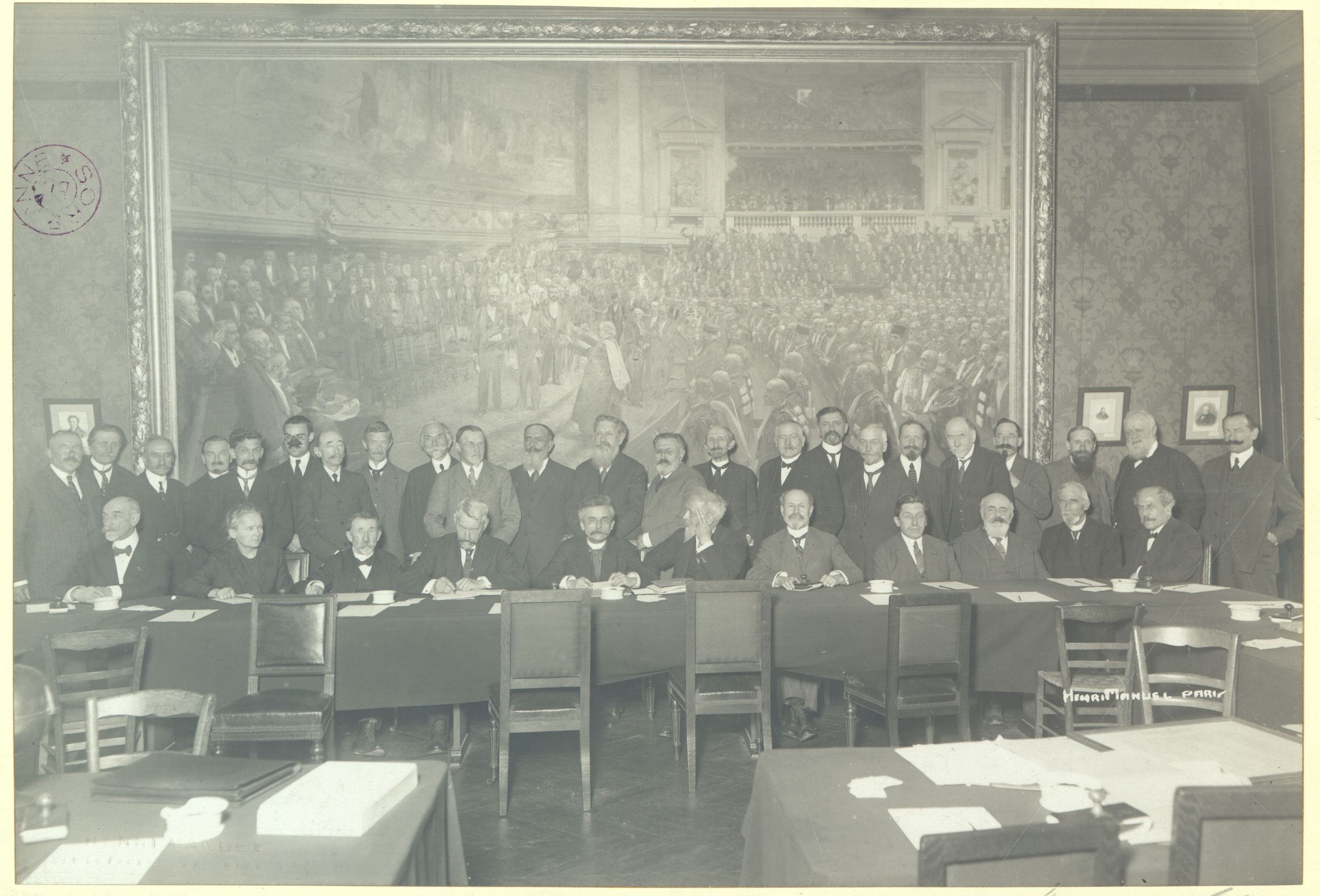
Henri Manuel, Séance du conseil de la faculté des sciences en 1923.

À partir de 1900, la faculté des sciences de Paris commença à développer des enseignements de sciences appliquées afin de former des ingénieurs. Le premier d'entre eux fut l'enseignement de la chimie appliquée, au sein d'un institut éponyme devenu plus tard l'Institut de chimie de l'université de Paris, puis l'École nationale supérieure de chimie de Paris. Les études avaient une durée de trois ans, et étaient sanctionnées par la délivrance d'un diplôme d'ingénieur chimiste de l'université de Paris. Puis fut créé un enseignement de mécanique appliquée, une chaire d'aviation financée par Basil Zaharoff et un institut d'aérotechnique grâce au don de Henry Deutsch de la Meurthe, un enseignement d'électrotechnique en lien avec l'École supérieure d'électricité. L'enseignement d'optique appliquée apparut en 1920 en lien avec l'Institut d'optique théorique et appliquée (École supérieure d'optique).

#### Organisation de la faculté (exemple de l'année 1883-1884)
L'année universitaire 1883-1884, la faculté des sciences de Paris compte 18 professeurs titulaires, dont 2 suppléés, 1 chargé de cours, 1 professeur chargé de cours annexe, 2 professeurs suppléants, 1 maître de conférences chargé de cours annexe, 12 maîtres de conférences attachés aux cours des chaires, dont 1 suppléé, 1 maître de conférences suppléant, 2 maîtres de conférences et 1 professeur de lycée chargés de la préparation aux concours d'agrégation, 1 chargé de cours libre, 4 sous-directeurs de laboratoire, 2 répétiteurs, 21 préparateurs, 1 secrétaire, 3 commis.

### 1945-1970

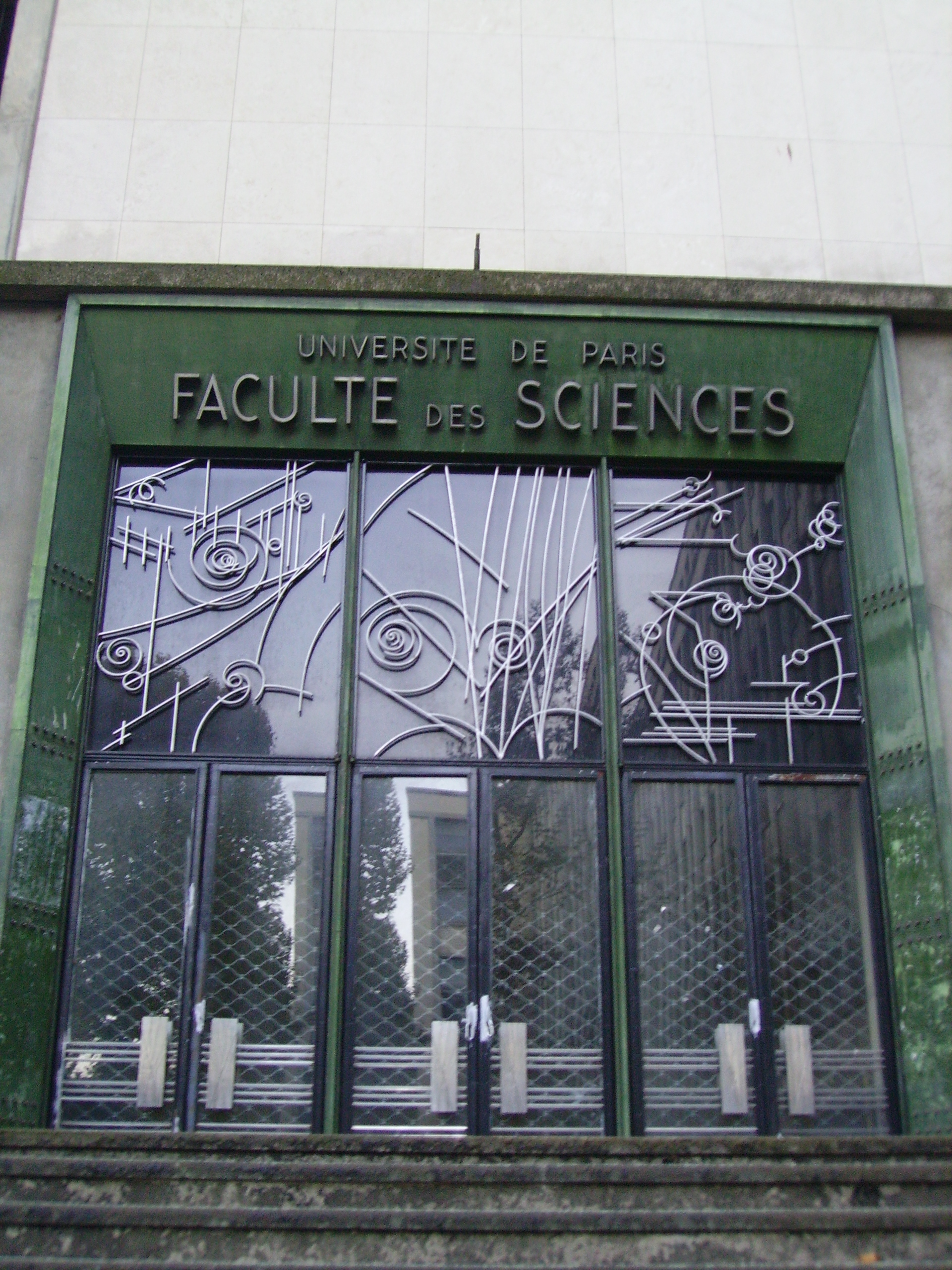
Entrée du bâtiment quai Saint-Bernard.

Dès 1941, il était question d'agrandir les locaux dévolus à la faculté des sciences, et en 1946 est décidé le transfert à la Halle aux vins (futur centre universitaire de Jussieu). En 1958, à cause de l'engorgement de l'enseignement dans les locaux de la Sorbonne et le retard du transfert, fut décidé le départ pour Orsay d'une partie des enseignements de la faculté des sciences de Paris (le centre universitaire d'Orsay de la faculté des sciences de l'université de Paris).
Le 1er janvier 1965, le centre universitaire d'Orsay devient la faculté des sciences d'Orsay de l'université de Paris.
En 1968, la faculté prononçait les nombres d'admission suivants :
3849 pour le certificat préparatoire aux études médicales (sur un total national de 15488)
, 3480 pour le passage en 2e année de diplôme universitaire d'études scientifiques (sur un total national de 16468)
, 1879 pour le diplôme universitaire d'études scientifiques (sur un total national de 11010)
, 7491 pour un certificat d'études supérieures de maitrise (sur un total national de 30541)
, 1151 pour la licence ès sciences  (sur un total national de 8697)
, 1465 pour la maîtrise ès sciences (sur un total national de 6677)
, 111 pour le diplôme d'études supérieures (sur un total de 696)
, 1212 pour le diplôme d'études approfondies et 230 pour l'attestation d'études approfondies (sur un total national de 4227 et 1465)
, 294 pour le doctorat de 3e cycle (sur un total de 1263)
, 218 pour doctorat d'État(sur un total de 774)
, 72 pour le doctorat d'université (sur un total de 158)
, 65 pour le diplôme de docteur-ingénieur (sur un total de 272)
, 144 pour des certificats et diplômes en statistique
Pour l'année scolaire 1969-70, la faculté enregistrait 2807 premières inscriptions et comptaient 23 535 étudiants inscrits (sur un total de 117 315 étudiants dans les facultés des sciences française, et 185 363 étudiants à l'université de Paris), dont 3 863 en 1re année de 1er cycle, 2732 en deuxième année de 1re cycle, 10170 en 2e cycle et 6310 en 3e cycle dont 1958 pour le diplôme d'études approfondies.
En 1970, la faculté des sciences de Paris disparait avec le démantèlement de l'université de Paris consécutive à la loi d'orientation de l'enseignement supérieur de 1968. Ces moyens sont divisés entre l'université Paris VI et l'université Paris VII, ainsi que l'université Paris XIII en ce qui concerne le centre naissant de Villetaneuse. La faculté des sciences d'Orsay devient de même l'UER des sciences de l'université Paris-XI en 1971. De plus, certains des personnels et laboratoires ont été transférés au collège scientifique universitaire (CSU) d'Orléans, future université d'Orléans, et y poursuivent encore de nos jours certaines des recherches initiées à la faculté des sciences de Paris.

## Diplômés de la faculté

### Personnalités célèbres

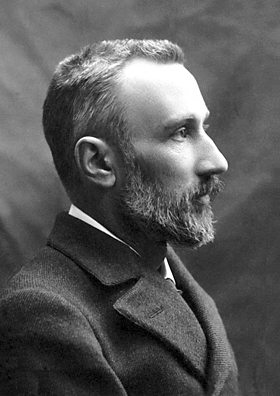
Pierre Curie, prix Nobel de physique.

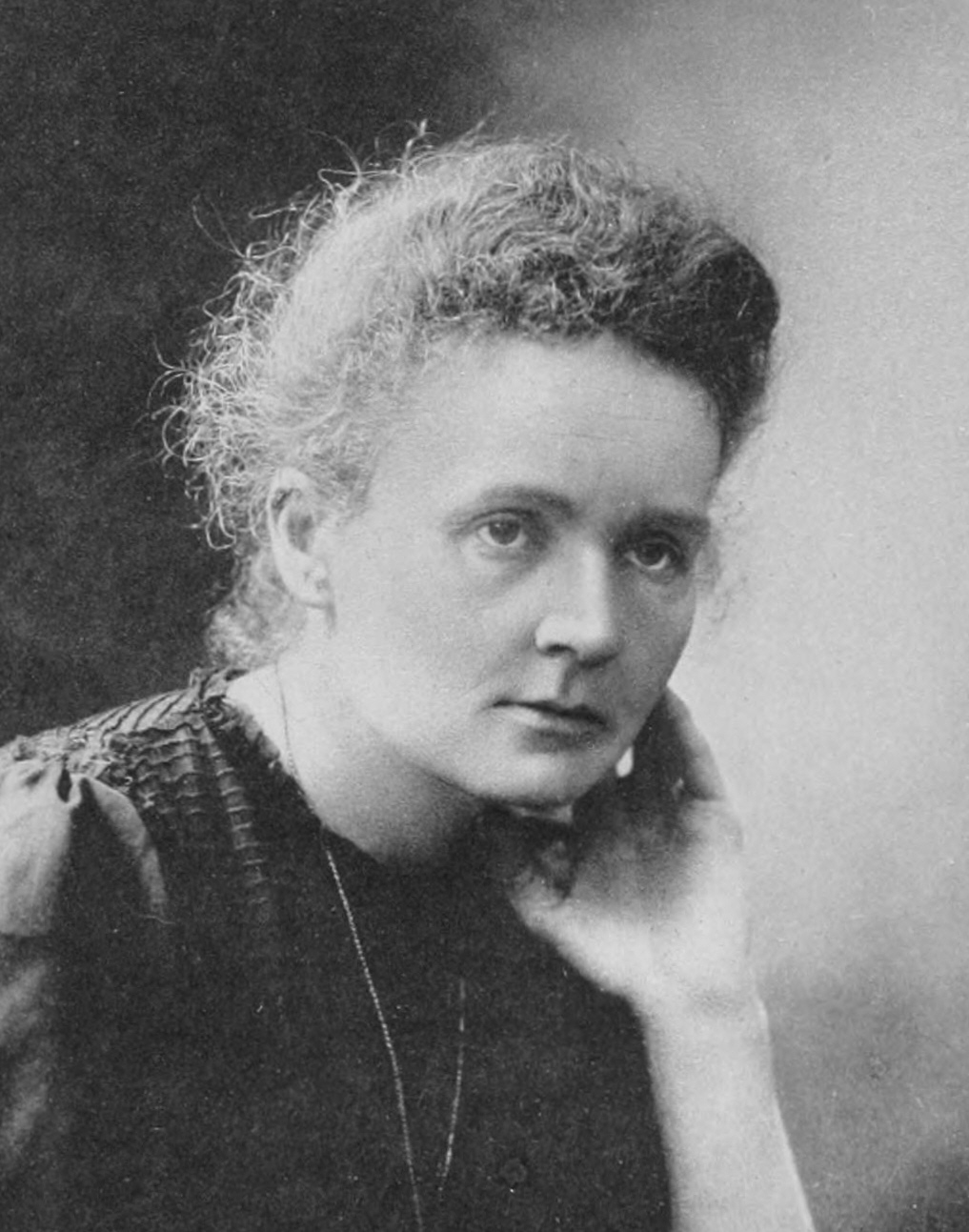
Marie Curie, prix Nobel de physique et de chimie.

La faculté compte parmi ses anciens étudiants plusieurs lauréats de prix Nobel: Pierre et Marie Curie, Henri Moissan, Gabriel Lippmann, Paul Sabatier, Jean Perrin, Louis de Broglie, Frédéric et Irène Joliot-Curie, André Lwoff, Jacques Monod, Alfred Kastler, Louis Néel, Pierre-Gilles de Gennes, Claude Cohen-Tannoudji, Albert Fert, Françoise Barré-Sinoussi et Serge Haroche, ainsi que de la médaille Fields : Laurent Schwartz, Jean-Pierre Serre, René Thom et Alain Connes. Nicole Capitaine astronome et membre de l'académie des sciences est également passée par cette faculté.

### Effectif des diplômés
| Années | L. Math. | L. Phy. | L. Nat. | L. Tot. | D. Math. | D. Phy. | D. Nat. | D. Tot. |
| 1811   | 3        | 5       | 0       | 8       | 3        | 0       | 0       | 3       |
| 1812   | 3        | 4       | 0       | 7       | 0        | 2       | 0       | 2       |
| 1813   | 8        | 4       | 0       | 12      | 0        | 0       | 0       | 0       |
| 1814   | 4        | 0       | 0       | 4       | 0        | 0       | 0       | 0       |
| 1815   | 5        | 0       | 0       | 5       | 1        | 3       | 0       | 4       |
| 1816   | 1        | 0       | 0       | 1       | 0        | 0       | 0       | 0       |
| 1817   | 2        | 0       | 0       | 2       | 1        | 0       | 0       | 1       |
| 1818   | 2        | 0       | 0       | 2       | 0        | 1       | 0       | 1       |
| 1819   | 4        | 0       | 0       | 4       | 0        | 0       | 0       | 0       |
| 1820   | 4        | 1       | 0       | 5       | 0        | 0       | 0       | 0       |
| 1821   | 3        | 1       | 0       | 4       | 0        | 0       | 0       | 0       |
| 1822   | 6        | 0       | 1       | 7       | 0        | 0       | 0       | 0       |
| 1823   | 6        | 0       | 0       | 6       | 1        | 0       | 1       | 2       |
| 1824   | 3        | 0       | 0       | 3       | 1        | 1       | 0       | 2       |
| 1825   | 2        | 0       | 0       | 2       | 2        | 0       | 0       | 2       |
| 1826   | 4        | 0       | 0       | 4       | 0        | 0       | 0       | 0       |
| 1827   | 5        | 0       | 1       | 6       | 0        | 1       | 2       | 3       |
| 1828   | 1        | 0       | 0       | 1       | 0        | 1       | 0       | 1       |
| 1829   | 4        | 2       | 0       | 6       | 1        | 0       | 0       | 1       |
| 1830   | 3        | 10      | 0       | 13      | 1        | 2       | 0       | 3       |
| 1831   | 4        | 1       | 0       | 5       | 2        | 0       | 0       | 2       |
| 1832   | 4        | 17      | 0       | 21      | 1        | 4       | 0       | 5       |
| 1833   | 4        | 7       | 0       | 11      | 0        | 4       | 0       | 4       |
| 1834   | 8        | 7       | 0       | 15      | 2        | 1       | 0       | 3       |
| 1835   | 22       | 11      | 4       | 37      | 0        | 0       | 0       | 0       |
| 1836   | 11       | 19      | 8       | 38      | 2        | 3       | 0       | 5       |
| 1837   | 19       | 10      | 1       | 30      | 2        | 4       | 2       | 8       |
| 1838   | 12       | 22      | 7       | 41      | 1        | 3       | 2       | 6       |
| 1839   | 11       | 29      | 2       | 32      | 4        | 4       | 2       | 10      |
| 1840   | 39       | 11      | 8       | 68      | 5        | 3       | 7       | 15      |
| 1841   | 23       | 27      | 5       | 45      | 3        | 4       | 3       | 10      |
| 1842   | 35       | 14      | 5       | 61(?)   | 2        | 1       | 4       | 7       |
| 1843   | 27       | 28      | 10      | 65      | 5        | 1       | 1       | 7       |
| 1844   | 36       | 26      | 7       | 69      | 2        | 1       | 2       | 5       |
| 1845   | 25       | 21      | 9       | 55      | 2        | 5       | 0       | 7       |

## Personnalités liées à la faculté

### Doyens

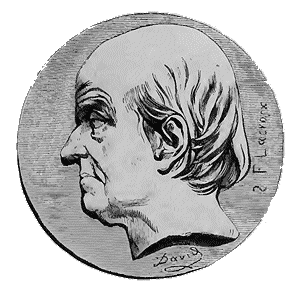
Sylvestre-François Lacroix, 1809-1821.
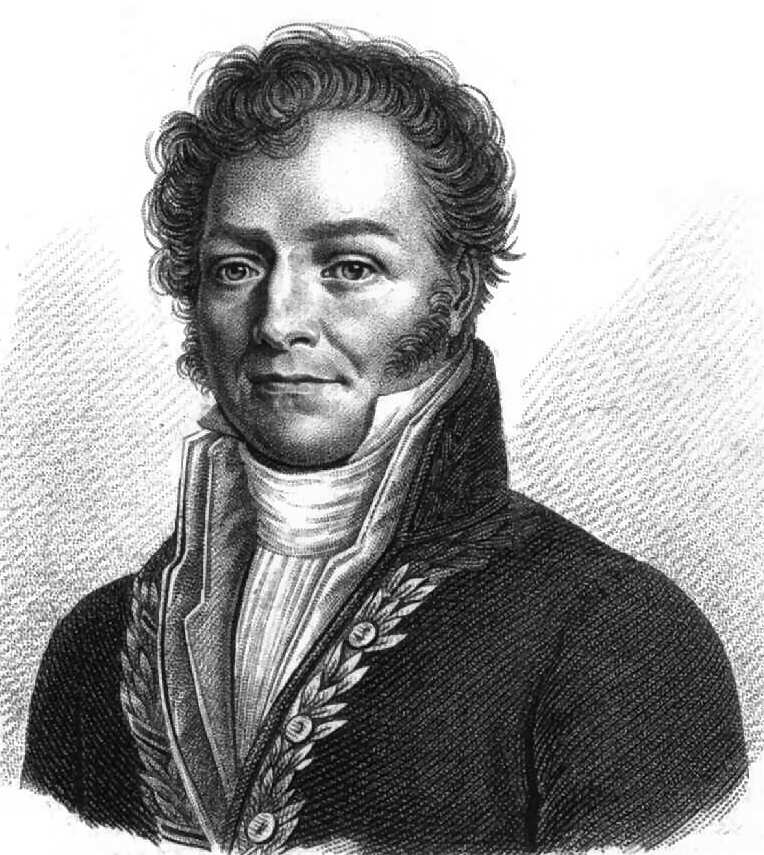
Louis-Jacques Thénard, 1821-1840.
Siméon Denis Poisson, 1840.
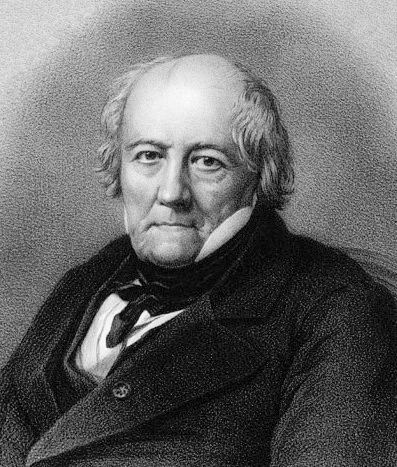
Jean-Baptiste Biot, 1840-1842.
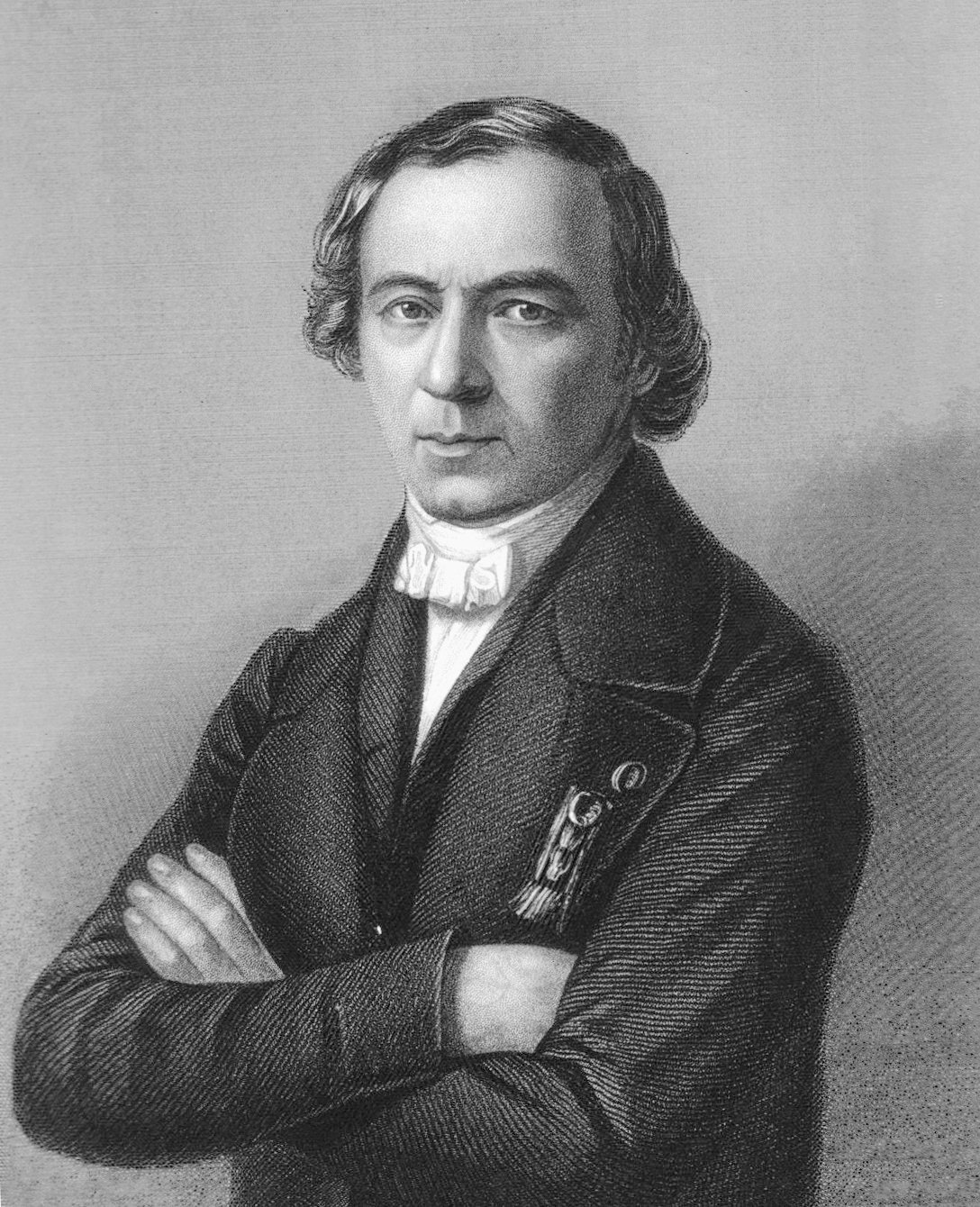
Jean-Baptiste Dumas, 1842-1849.
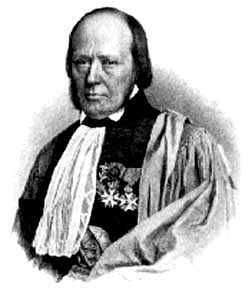
Henri Milne Edwards, 1849-1885.
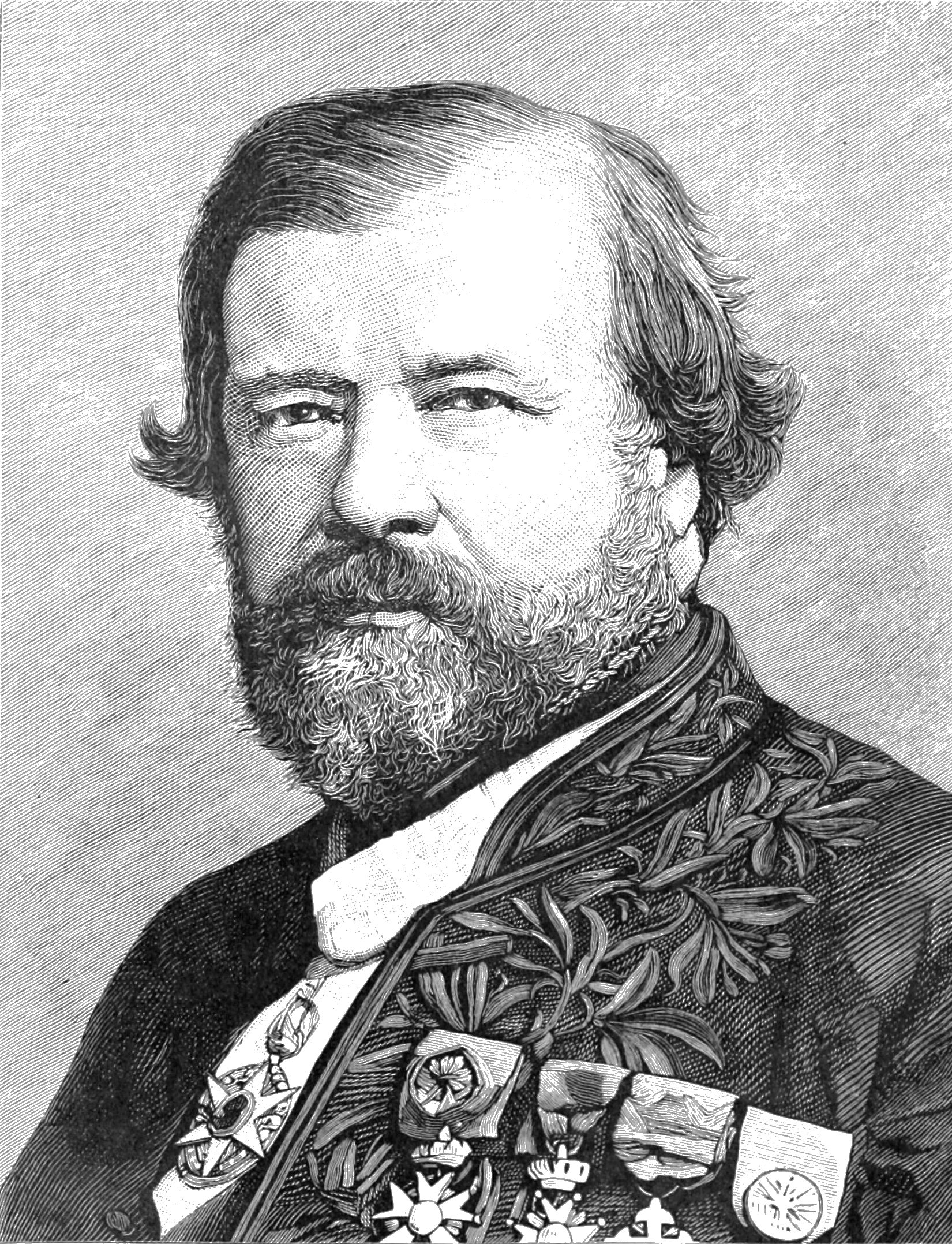
Jules Jamin, 1885-1886.
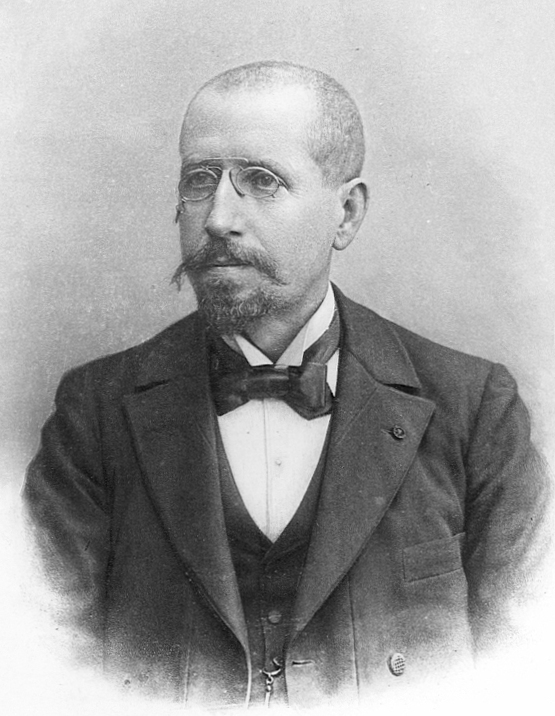
Gaston Darboux, 1889-1903.
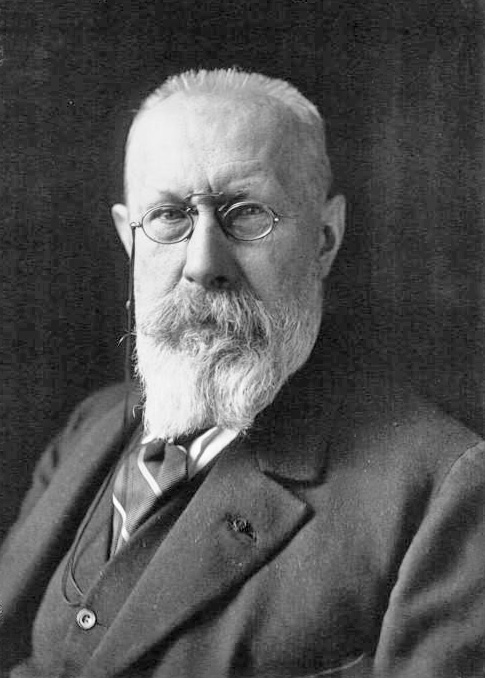
Paul Appell, 1903-1919.

- Sylvestre-François Lacroix (14 mars 1809-1821)
- Louis Jacques Thénard (1821 - 3 mars 1840)
- Siméon Denis Poisson (3 mars 1840 - 25 avril 1840)
- Jean-Baptiste Biot (22 mai 1840 - 8 mars 1842)
- Jean-Baptiste Dumas (8 mars 1842-1849)
- Henri Milne Edwards (1849-1885)
- Jules Jamin (juillet 1885- février 1886)
- Edmond Hébert (1886-1889)
- Gaston Darboux (1889-1903) (Lippmann assesseur 1901)
- Paul Appell (1903-1919)
- Frédéric Houssay (1919-1920)
- Marin Molliard (1920-1926)
- Charles Maurain (1926-1941) (Montel assesseur)
- Paul Montel (1er octobre 1941-1946)
- Jean Cabannes (1946-1949)
- Albert Châtelet (16 mars 1949 - 1er février 1954) (Robert Lévy assesseur)
- Joseph Peres (1er février 1954 - 22 juin 1961) (André Guinier, assesseur vice-doyen pour Orsay de 1958 à 1962)
- Marc Zamansky (22 juin 1961 - 21 septembre 1970) (Joseph Bergerard, assesseur vice-doyen pour Orsay de 1962 à 1965, Luc Gauthier et René Heller assesseurs)
- Luc Gauthier (21 septembre 1970-31 décembre 1970), premier assesseur du doyen chargé des fonctions de doyen

## Laboratoires de la faculté des sciences de Paris

### Laboratoires des sciences physiques

#### Laboratoires de physique

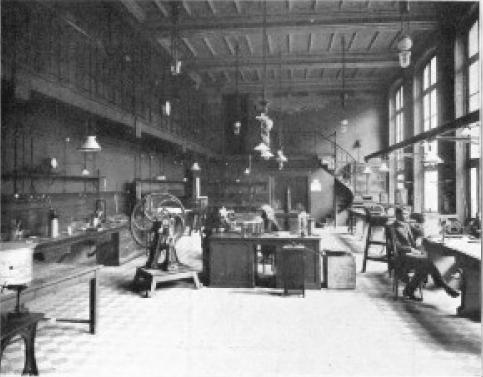
Laboratoire de recherches physiques à la Sorbonne (début 1900).

- Laboratoire d'enseignement de la physique (créé en 1868) (1, rue Victor Cousin)
- Laboratoire de recherches physiques (créé en 1868)
- Laboratoire de chimie-physique (créé en 1910)
- Laboratoire de spectroscopie hertzienne
- Laboratoire de physique nucléaire
- Institut de physique de l'atmosphère
- Service de physique des enseignements propédeutiques (12, rue Cuvier)
- Laboratoire de physique et de radioactivité (12, rue Cuvier)

#### Laboratoires de chimie
- Travaux pratiques au laboratoire de physique de la faculté des sciences, 1940.Laboratoire de chimie minérale

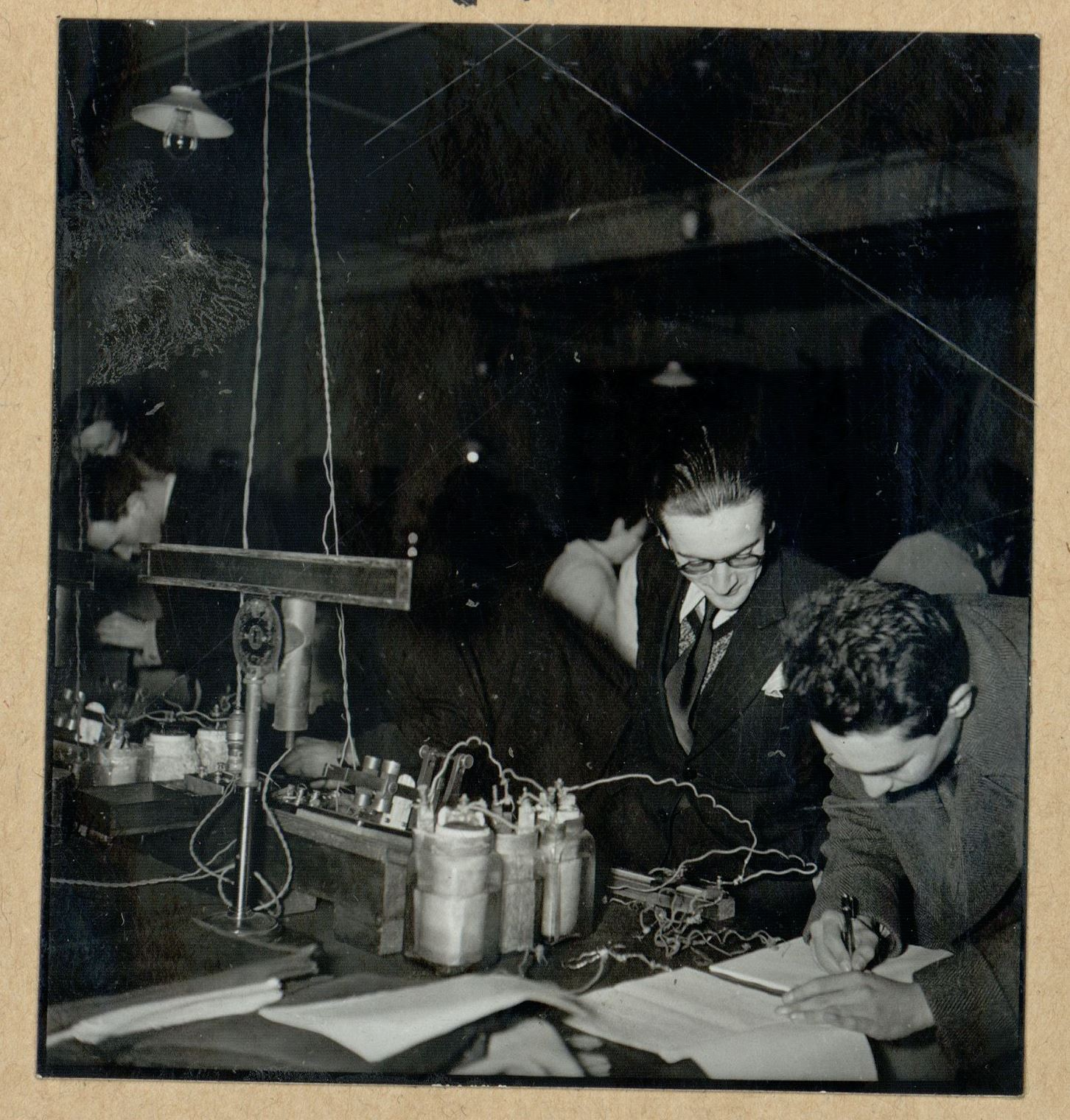
Travaux pratiques au laboratoire de physique de la faculté des sciences, 1940.

- Laboratoire d'enseignement et de recherches chimiques
- Laboratoire de chimie organique (puis I & II)
- Laboratoire de chimie théorique
- Laboratoire de physique des liquides et d'électrochimie
- Institut de chimie appliquée
- Laboratoire de chimie S.P.C.N. (12, rue Cuvier)

### Laboratoires des sciences naturelles
- Laboratoire d'hydrologie générale de l'Institut d'hydrologie et de climatologie

#### Laboratoire de minéralogie
- Laboratoire de minéralogie et cristallographie (1, rue Victor Cousin)

#### Laboratoires de géologie
- Laboratoire de géologie générale
- Laboratoire de géologie SPCN

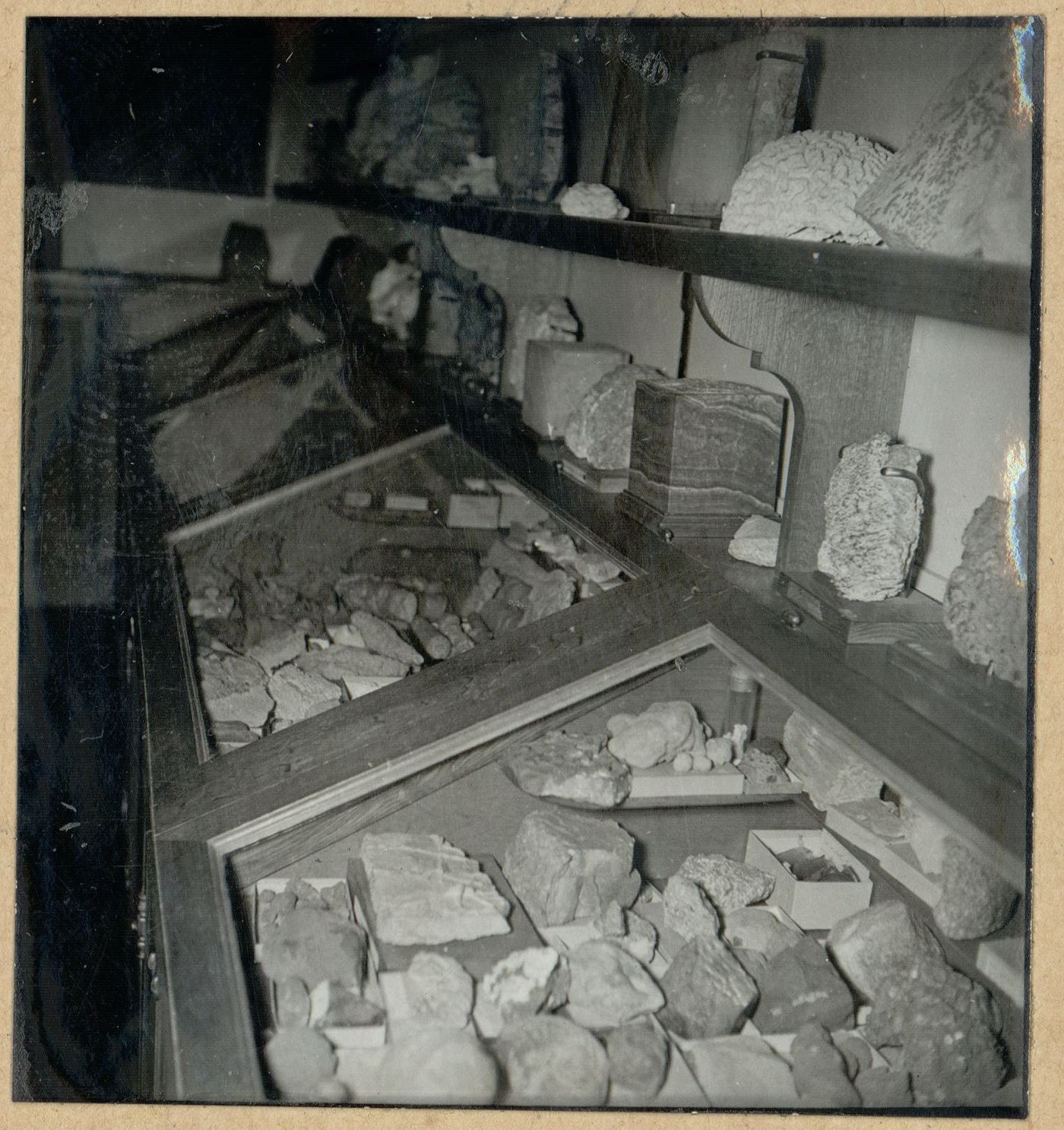
Collections du laboratoire de géographie physique, 1940.

- Collections du laboratoire de géographie physique, 1940.Laboratoire de géographie physique et de géologie dynamique
- Laboratoire d'océanographie physique et de géologie sous-marine
- Institut de physique du globe

#### Laboratoires de zoologie
- Laboratoire de zoologie (1, rue Victor Cousin)

#### Laboratoires de biologie
- Laboratoire de chimie biologique
- Laboratoire de biologie végétale
- Laboratoire de biologie animale P.C.B.

#### Laboratoires de botanique
- Laboratoire de botanique

#### Laboratoires de physiologie
- Laboratoire de physiologie végétale appliquée
- Laboratoire d'anatomie comparée